# Olympische Sommerspiele 2016/Leichtathletik – 200 m (Frauen)

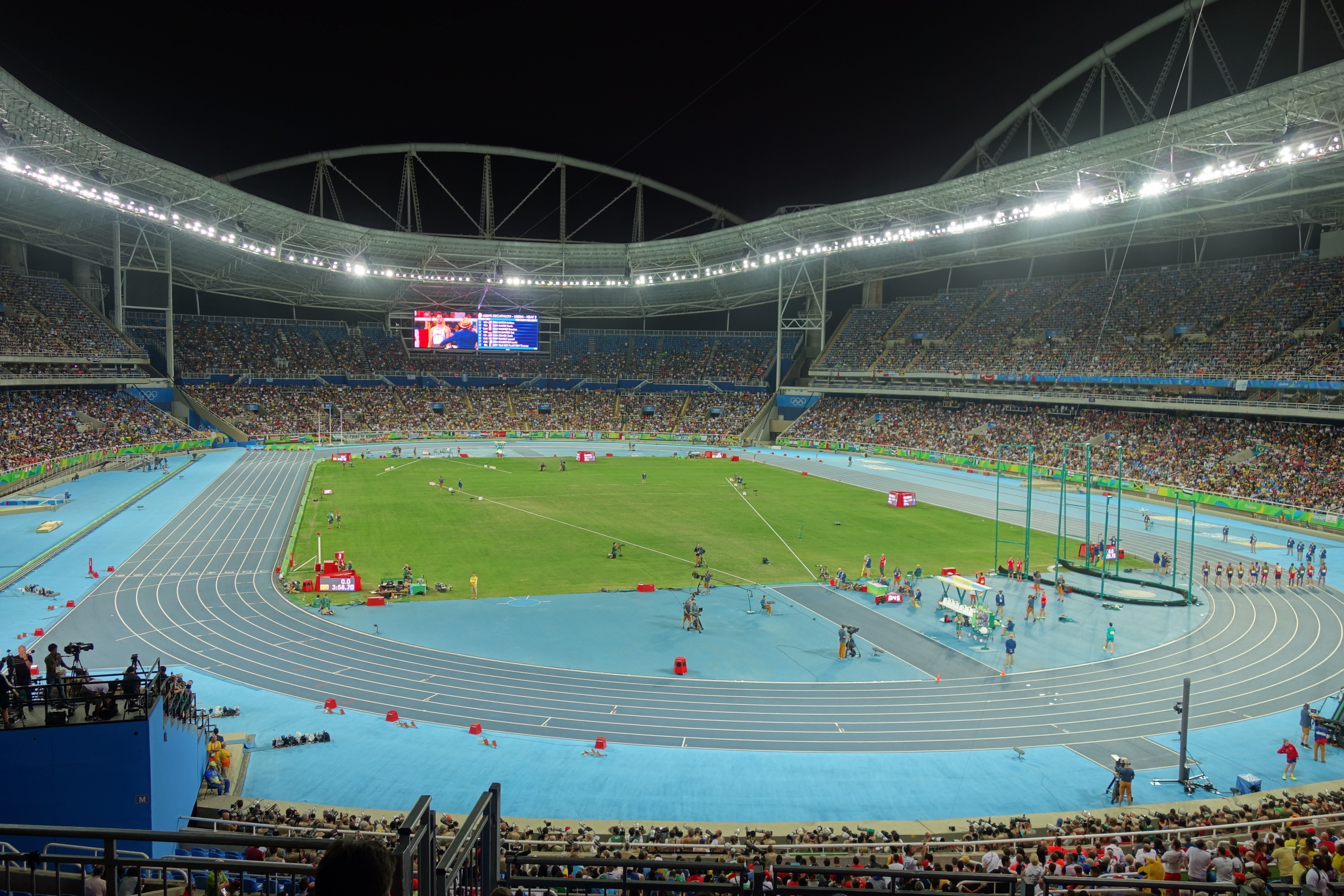
Innenraum des Estádio Olímpico João Havelange während der Spiele von Rio

Der 200-Meter-Lauf der Frauen bei den Olympischen Spielen 2016 in Rio de Janeiro wurde am 15., 16. und 17. August 2016 im Estádio Nilton Santos ausgetragen. 64 Athletinnen nahmen teil.
Olympiasiegerin wurde die Jamaikanerin Elaine Thompson, die vor der Niederländerin Dafne Schippers gewann. Bronze ging an die US-Amerikanerin Tori Bowie.
Für Deutschland starteten Nadine Gonska, Gina Lückenkemper und Lisa Mayer. Gonska schied in der Vorrunde aus, Lückenkemper und Mayer jeweils im Halbfinale.

Auch die Schweizerin Mujinga Kambundji scheiterte im Halbfinale.

Athletinnen aus Österreich und Liechtenstein nahmen nicht teil.

## Aktuelle Titelträgerinnen
| Olympiasiegerin                         | Allyson Felix ( Vereinigte Staaten)  | 21,88 s | London 2012    |
| Weltmeisterin                           | Dafne Schippers ( Niederlande)       | 21,63 s | Peking 2015    |
| Europameisterin                         | Dina Asher-Smith ( Großbritannien)   | 22,37 s | Amsterdam 2016 |
| Nord-/Zentralamerika-/Karibik-Meisterin | Kyra Jefferson ( Vereinigte Staaten) | 22,50 s | San José 2015  |
| Südamerika-Meisterin                    | Nercely Soto ( Venezuela)            | 23,15 s | Lima 2015      |
| Asienmeisterin                          | Wiktorija Sjabkina ( Kasachstan)     | 23,09 s | Wuhan 2015     |
| Afrikameisterin                         | Marie Josée Ta Lou ( Elfenbeinküste) | 22,81 s | Durban 2016    |
| Ozeanienmeisterin                       | Toea Wisil ( Papua-Neuguinea)        | 23,71 s | Cairns 2015    |

## Rekorde

### Bestehende Rekorde
| Weltrekord         | Florence Griffith-Joyner ( USA) | 21,34 s | Finale OS Seoul, Südkorea | 29. September 1988 |
| Olympischer Rekord | Florence Griffith-Joyner ( USA) | 21,34 s | Finale OS Seoul, Südkorea | 29. September 1988 |

Der bestehende olympische Rekord, gleichzeitig Weltrekord, wurde bei diesen Spielen nicht erreicht. Die schnellste Zeit erzielte die jamaikanische Olympiasiegerin Elaine Thompson mit 21,78 s im Finale am 17. August bei einem Gegenwind von 0,1 m/s. Den Rekord verfehlte sie dabei um 44 Hundertstelsekunden.

### Rekordverbesserungen
Es wurden zwei neue Landesrekorde aufgestellt:
- 24,96 s – Afa Ismail (Malediven), erster Vorlauf am 15. August bei einem Rückenwind von 0,5 m/s
- 22,21 s – Marie Josée Ta Lou (Elfenbeinküste), Finale am 17. August bei einem Gegenwind von 0,1 m/s

Anmerkung:
Alle Zeitangaben sind auf die Ortszeit Rio (UTC-3) bezogen.

## Vorrunde
Die Vorrunde wurde in neun Läufen durchgeführt. Für das Halbfinale qualifizierten sich pro Lauf die ersten beiden Athletinnen (hellblau unterlegt). Darüber hinaus kamen die sechs Zeitschnellsten, die sogenannten Lucky Loser (hellgrün unterlegt), weiter.

### Lauf 1
15. August 2016, 9:30 Uhr

Wind: +0,5 m/s
| Platz | Name                | Nation              | Zeit (s) | Anmerkung |
| ----- | ------------------- | ------------------- | -------- | --------- |
| 1     | Dafne Schippers     | Niederlande         | 22,51    |           |
| 2     | Natalija Pohrebnjak | Ukraine             | 22,64    |           |
| 3     | Crystal Emmanuel    | Kanada              | 22,80    |           |
| 4     | Anna Kiełbasińska   | Polen               | 22,95    |           |
| 5     | Reyare Thomas       | Trinidad und Tobago | 22,97    |           |
| 6     | Maja Mihalinec      | Slowenien           | 23,38    |           |
| 7     | Olivia Borlée       | Belgien             | 23,53    |           |
| 8     | Afa Ismail          | Malediven           | 24,96    | NR        |

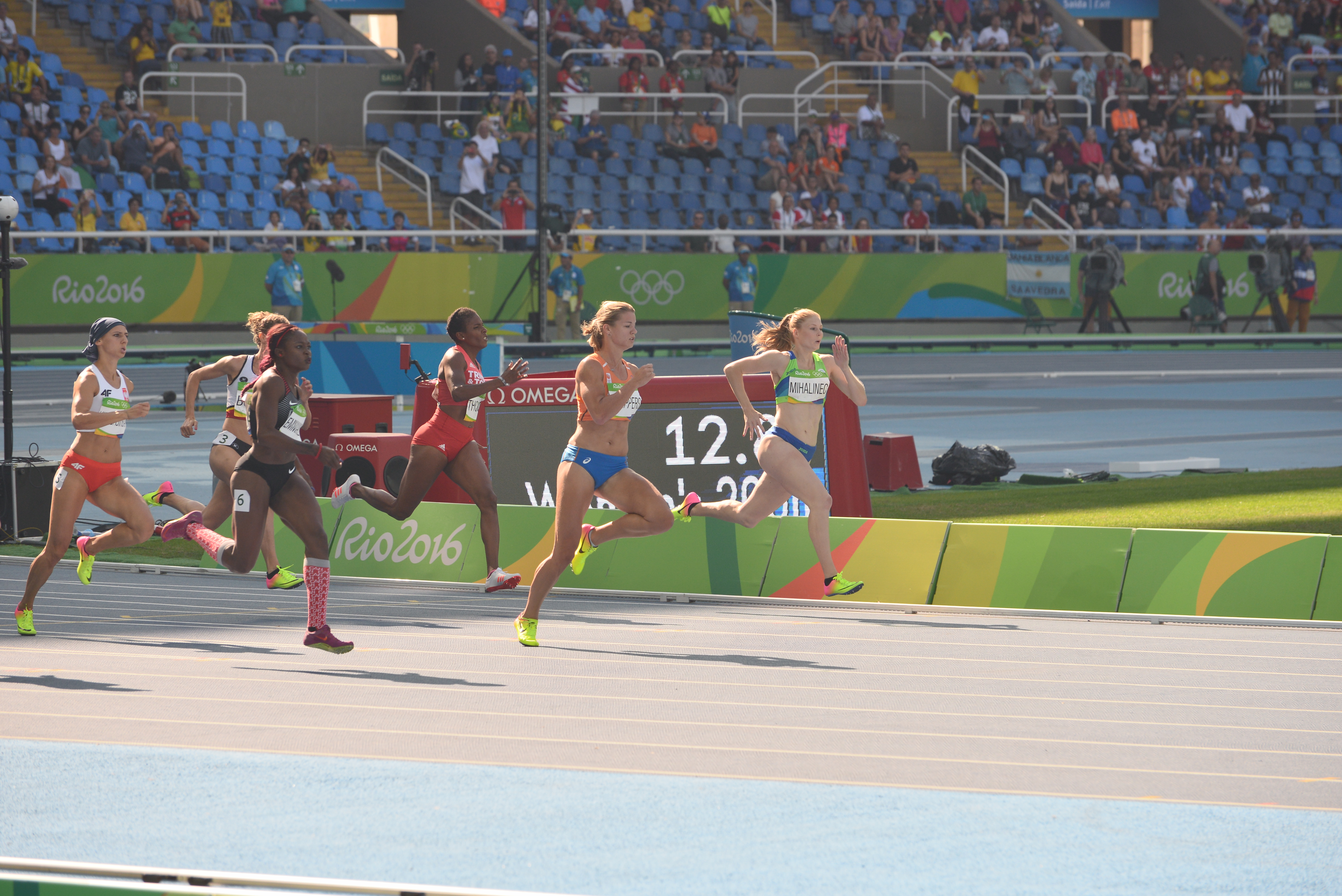
Erster Vorlauf (v. l. n. r.):
Anna Kiełbasińska, Olivia Borlée, Crystal Emmanuel, Reyare Thomas, Dafne Schippers, Maja Mihalinec

Im ersten Vorlauf ausgeschiedene Sprinterinnen:

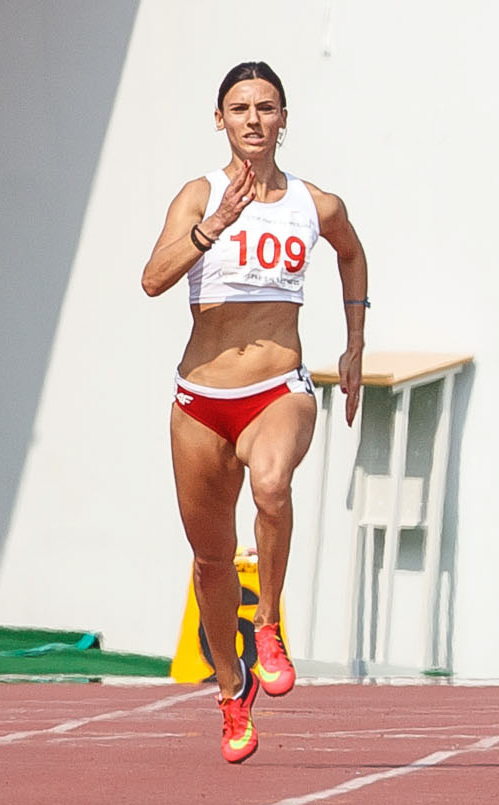
Anna Kiełbasińska – Rang vier
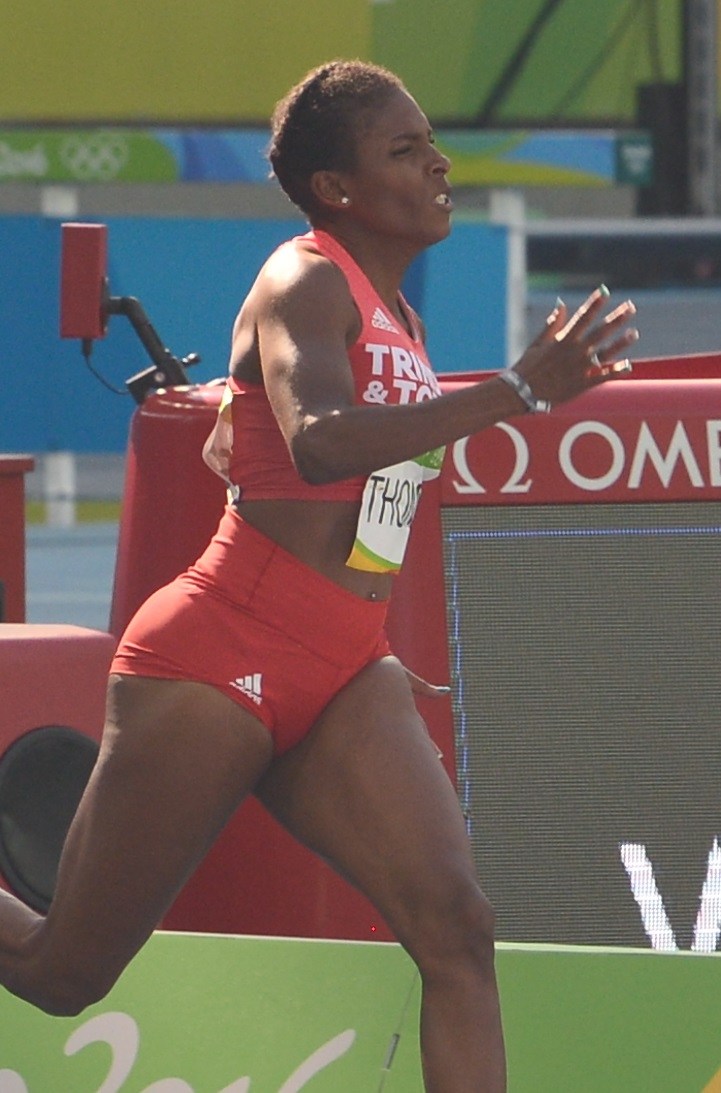
Reyare Thomas – Rang fünf
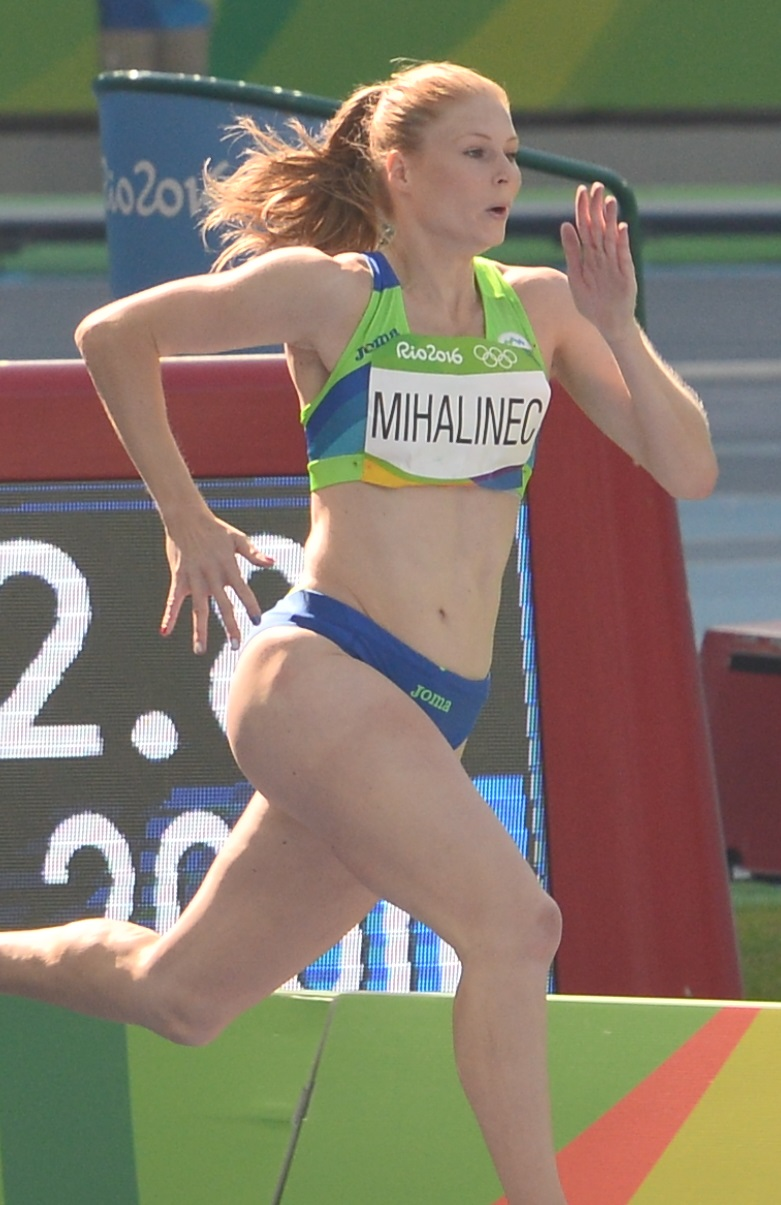
Maja Mihalinec – Rang sechs
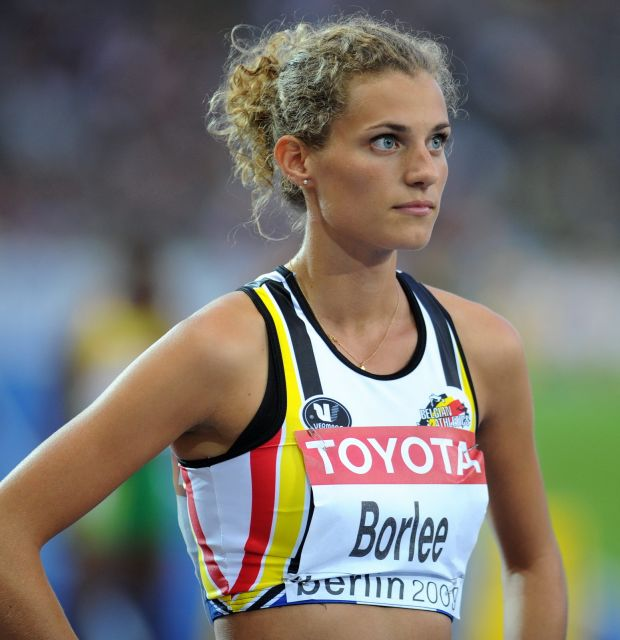
Olivia Borlée – Rang sieben
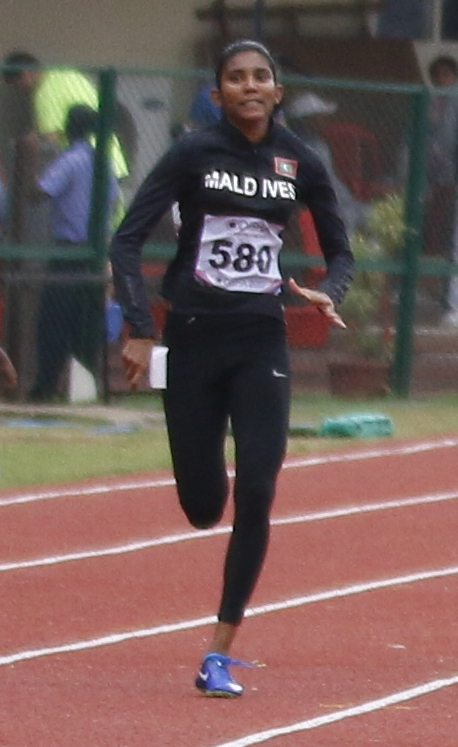
Afa Ismail – Rang acht

### Lauf 2

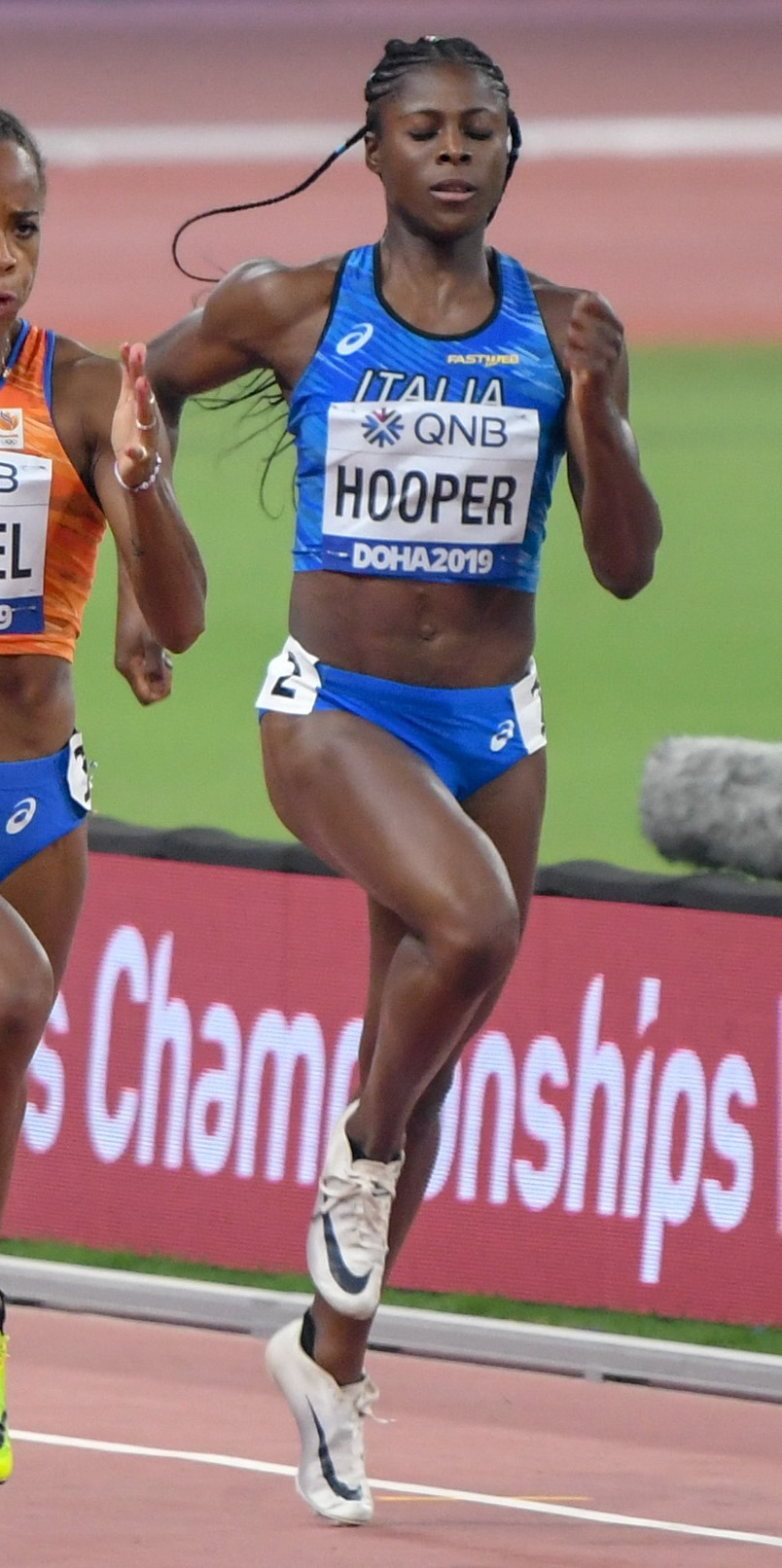
Gloria Hooper – ausgeschieden als Sechste des zweiten Vorlaufs
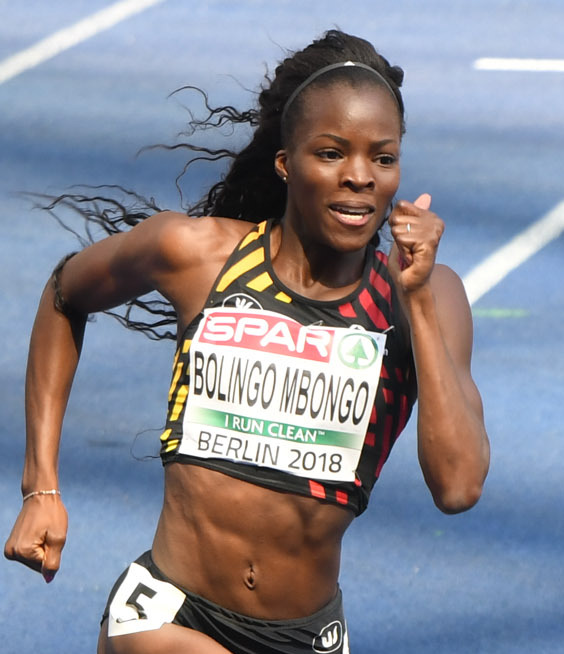
Cynthia Bolingo Mbongo – ausgeschieden als Achte des zweiten Vorlaufs

15. August 2016, 9:36 Uhr

Wind: +0,8 m/s
| Platz | Name                   | Nation                  | Zeit (s) |
| ----- | ---------------------- | ----------------------- | -------- |
| 1     | Jenna Prandini         | Vereinigte Staaten      | 22,62    |
| 2     | Lisa Mayer             | Deutschland             | 22,86    |
| 3     | Tynia Gaither          | Bahamas                 | 22,90    |
| 4     | Ángela Tenorio         | Ecuador                 | 22,94    |
| 5     | Celiangeli Morales     | Puerto Rico             | 23,00    |
| 6     | Gloria Hooper          | Italien                 | 23,05    |
| 7     | Mariely Sánchez        | Dominikanische Republik | 23,39    |
| 8     | Cynthia Bolingo Mbongo | Belgien                 | 23,98    |

### Lauf 3
15. August 2016, 9:42 Uhr

Wind: +0,6 m/s
| Platz | Name              | Nation              | Zeit (s) |
| ----- | ----------------- | ------------------- | -------- |
| 1     | Michelle-Lee Ahye | Trinidad und Tobago | 22,50    |
| 2     | Simone Facey      | Jamaika             | 22,78    |
| 3     | Kauiza Venâncio   | Brasilien           | 23,06    |
| 4     | Alyssa Conley     | Südafrika           | 23,17    |
| 5     | Isidora Jiménez   | Chile               | 23,29    |
| 6     | Estela García     | Spanien             | 23,43    |
| 7     | Natalija Strohowa | Ukraine             | 23,69    |
| 8     | Ýelena Rýabowa    | Turkmenistan        | 25,45    |

### Lauf 4

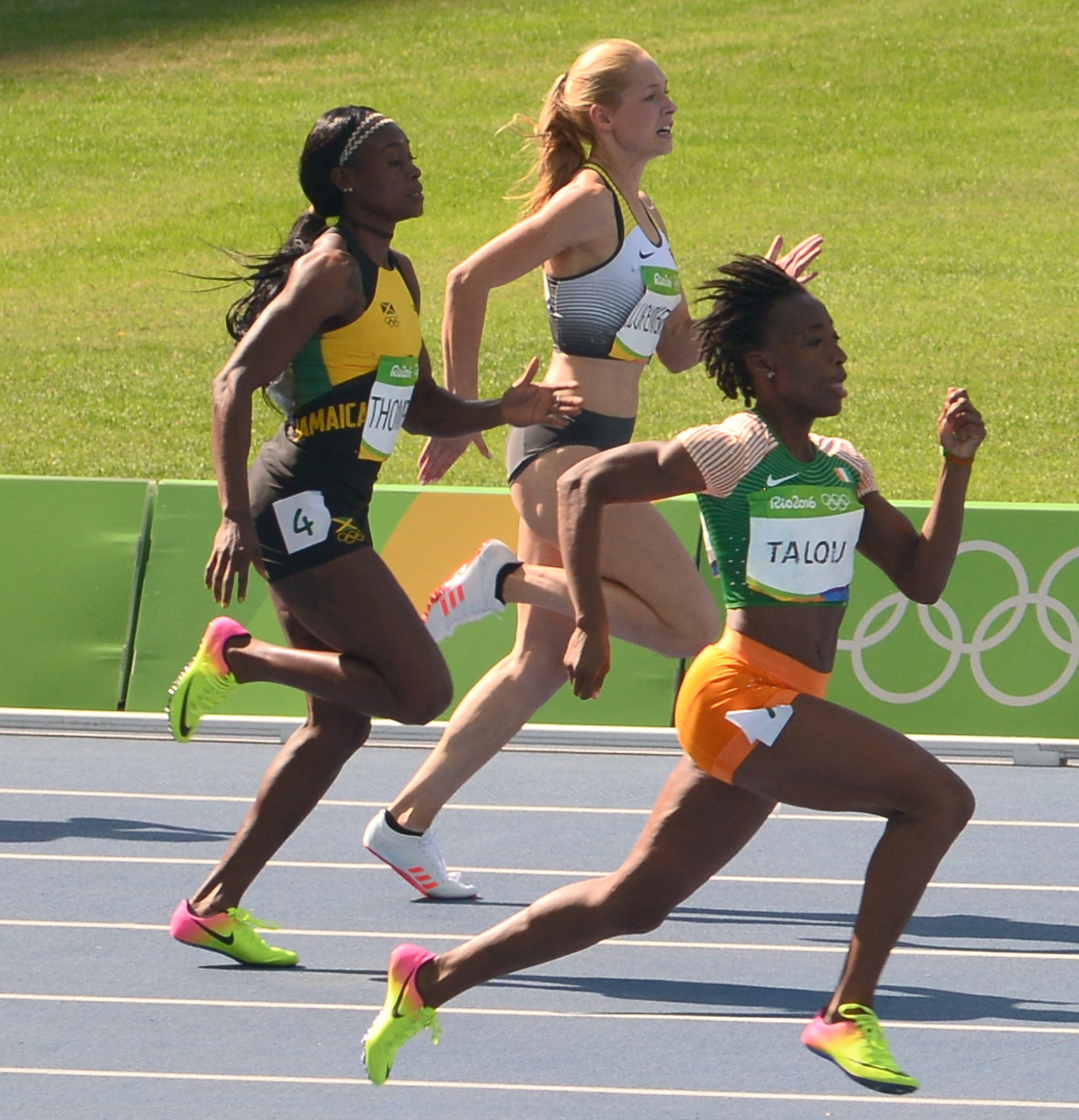
Vierter Vorlauf (v. l. n. r.):
Elaine Thompson, Gina Lückenkemper, Marie Josée Ta Lou

15. August 2016, 9:48 Uhr

Wind: +0,6 m/s
| Platz | Name               | Nation         | Zeit (s) |
| ----- | ------------------ | -------------- | -------- |
| 1     | Marie Josée Ta Lou | Elfenbeinküste | 22,31    |
| 2     | Elaine Thompson    | Jamaika        | 22,63    |
| 3     | Gina Lückenkemper  | Deutschland    | 22,80    |
| 4     | Maria Belimbasaki  | Griechenland   | 23,19    |
| 5     | Justine Palframan  | Südafrika      | 23,33    |
| 6     | Janet Amponsah     | Ghana          | 23,67    |
| 7     | Diana Chubesserjan | Armenien       | 25,16    |
| 8     | Margret Hassan     | Südsudan       | 26,99    |

Bilder zum vierten Vorlauf:

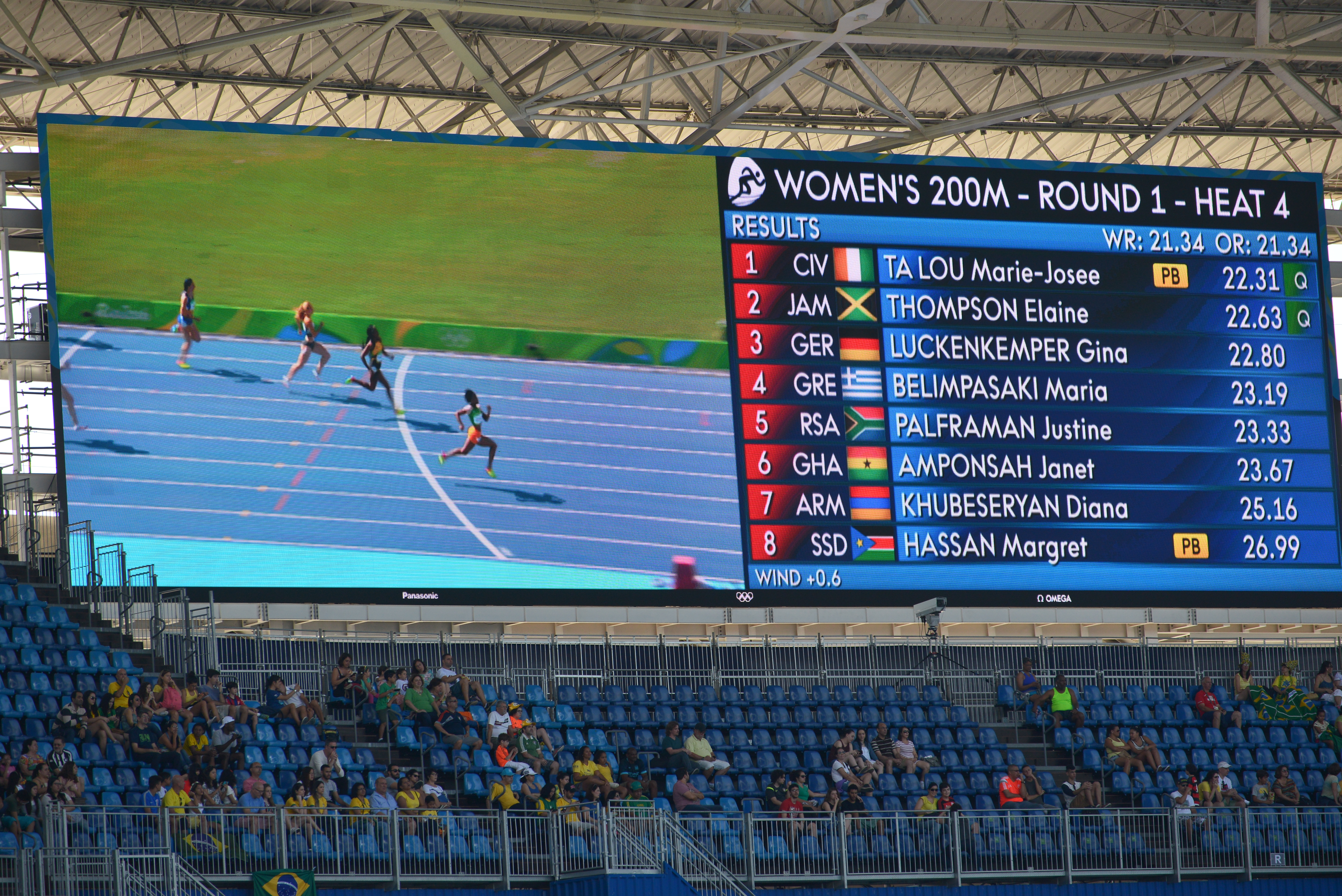
Ergebnistafel / Läuferinnen auf der Zielgeraden (v. l. n. r.): Maria Belimbasaki, Gina Lückenkemper, Elaine Thompson, Marie Josée Ta Lou
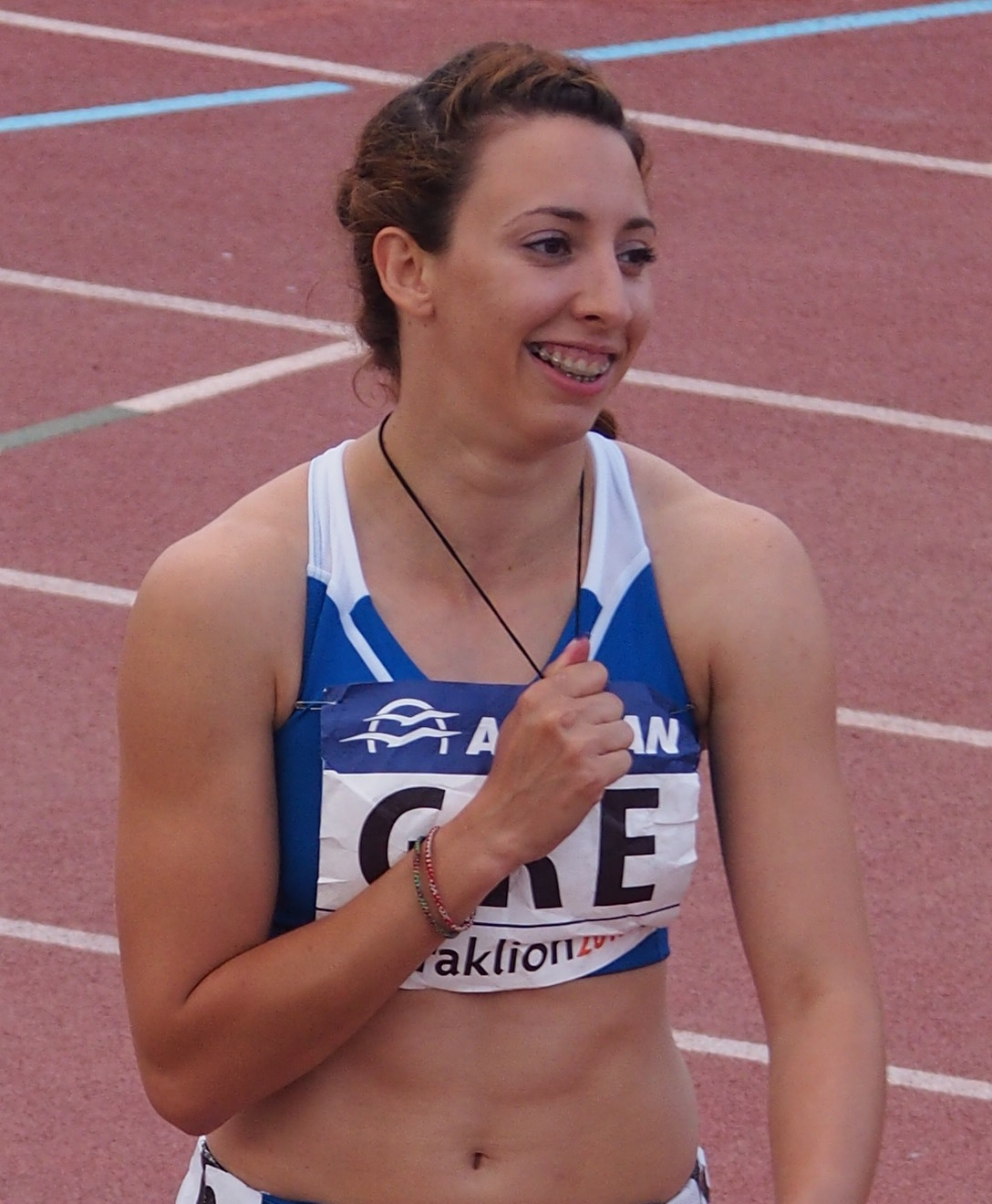
Maria Belimbasaki – ausgeschieden als Vierte

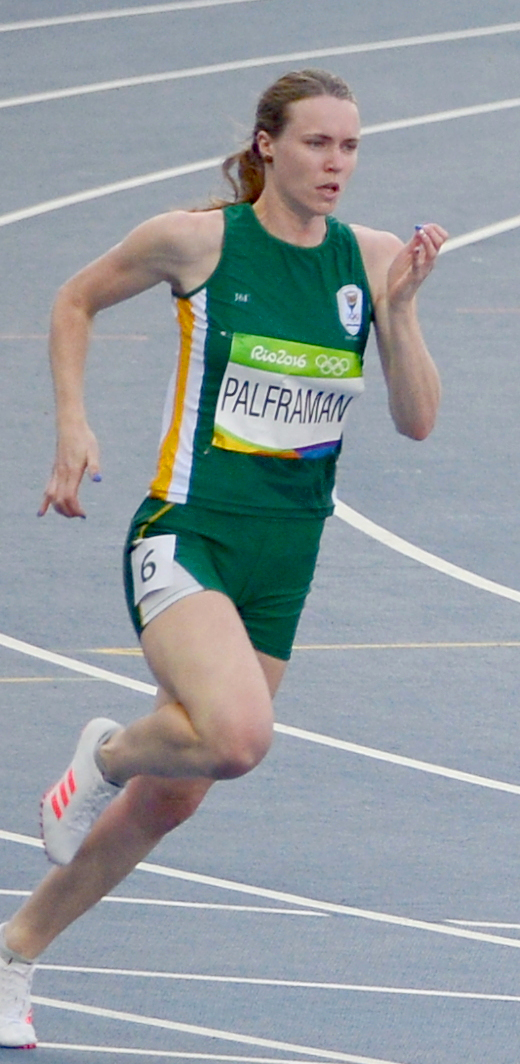
Justine Palframan – ausgeschieden als Fünfte
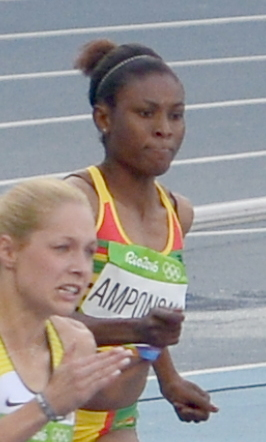
Janet Amponsah – ausgeschieden als Sechste
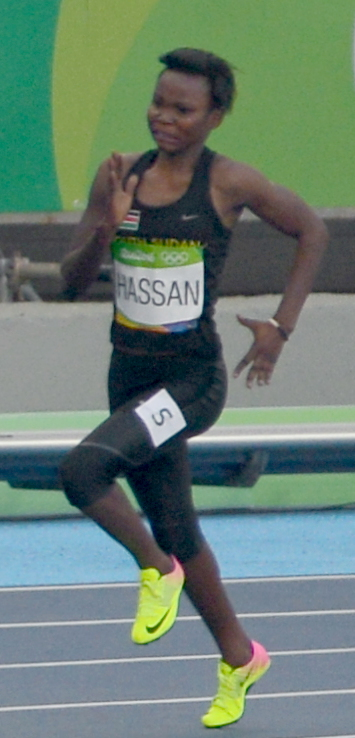
Margret Hassan – ausgeschieden als Achte

### Lauf 5

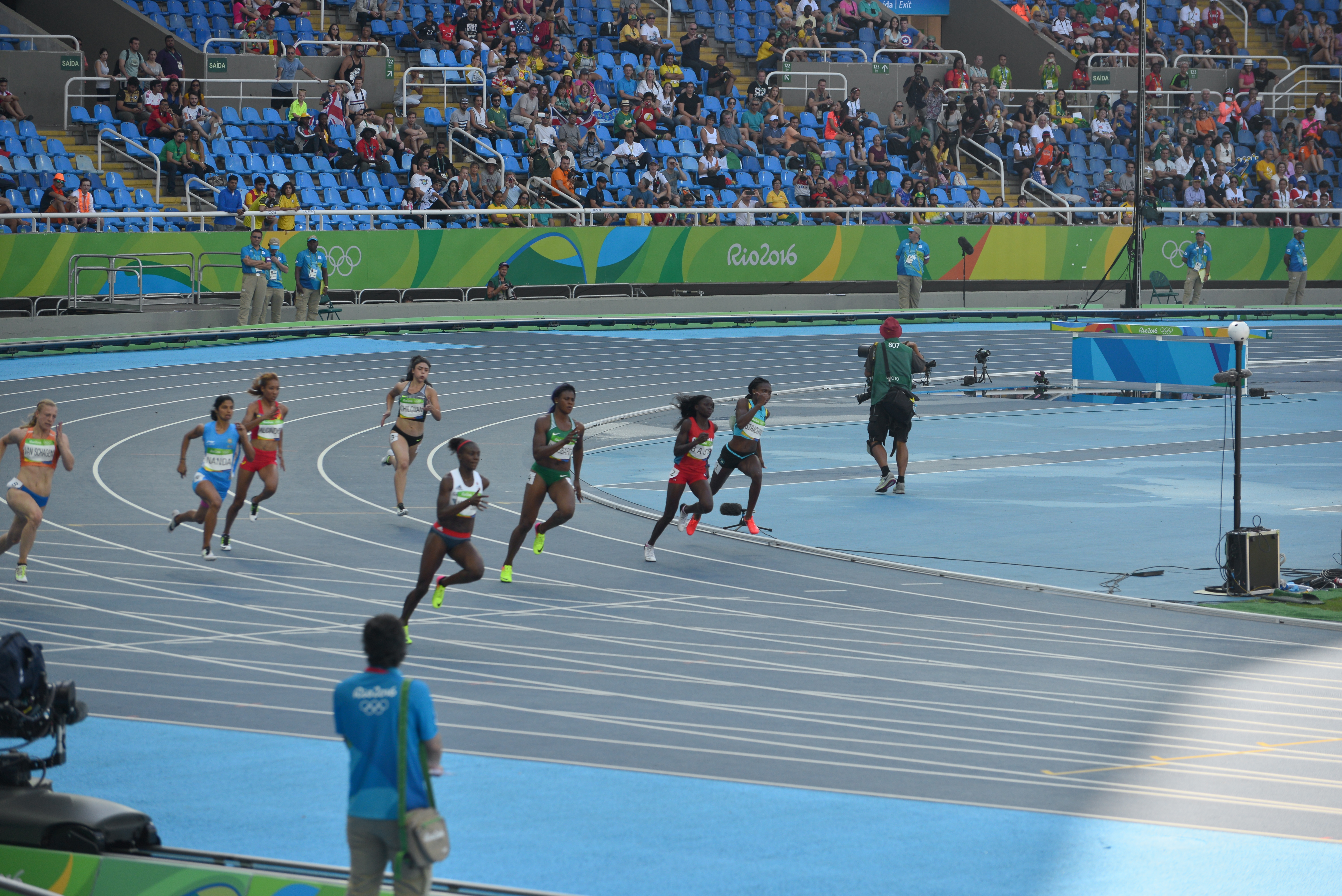
Fünfter Vorlauf ausgangs der Startkurve:
Tessa van Schagen (Bahn 8), Dina Asher-Smith (B. 7), Srabani Nanda (B. 6), Aurélie Alcindor (B. 5), Blessing Okagbare (B. 4), Gajane Chilojan (B. 3),
Gina Bass (B. 2)

15. August 2016, 9:54 Uhr

Wind: −0,1 m/s
| Platz | Name                | Nation         | Zeit (s) |
| ----- | ------------------- | -------------- | -------- |
| 1     | Blessing Okagbare   | Nigeria        | 22,71    |
| 2     | Dina Asher-Smith    | Großbritannien | 22,77    |
| 3     | Anthonique Strachan | Bahamas        | 22,96    |
| 4     | Tessa van Schagen   | Niederlande    | 23,41    |
| 5     | Gina Bass           | Gambia         | 23,43    |
| 6     | Srabani Nanda       | Indien         | 23,58    |
| 7     | Aurélie Alcindor    | Mauritius      | 24,55    |
| 8     | Gajane Tschilojan   | Armenien       | 25,03    |

Bilder zum fünften Vorlauf:

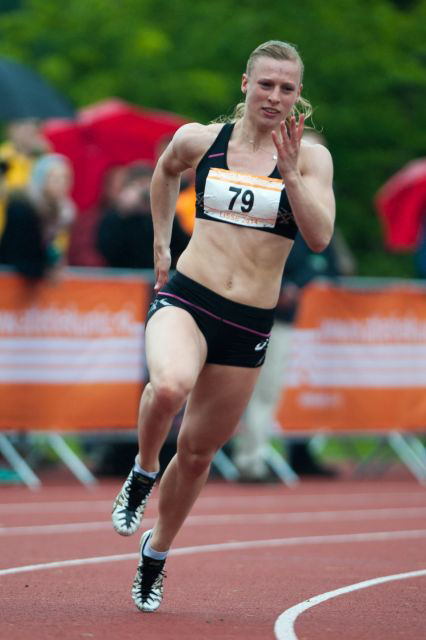
Tessa van Schagen – ausgeschieden als Vierte
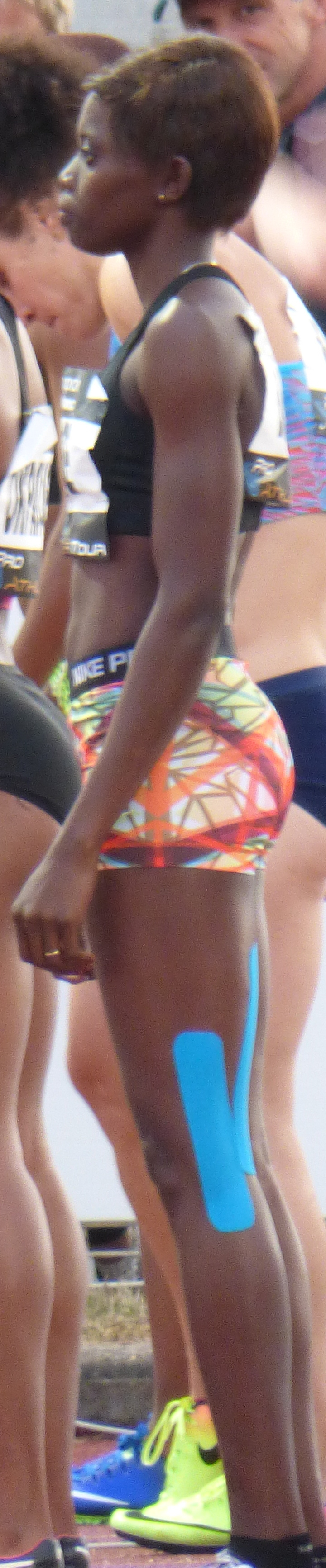
Gina Bass – ausgeschieden als Fünfte

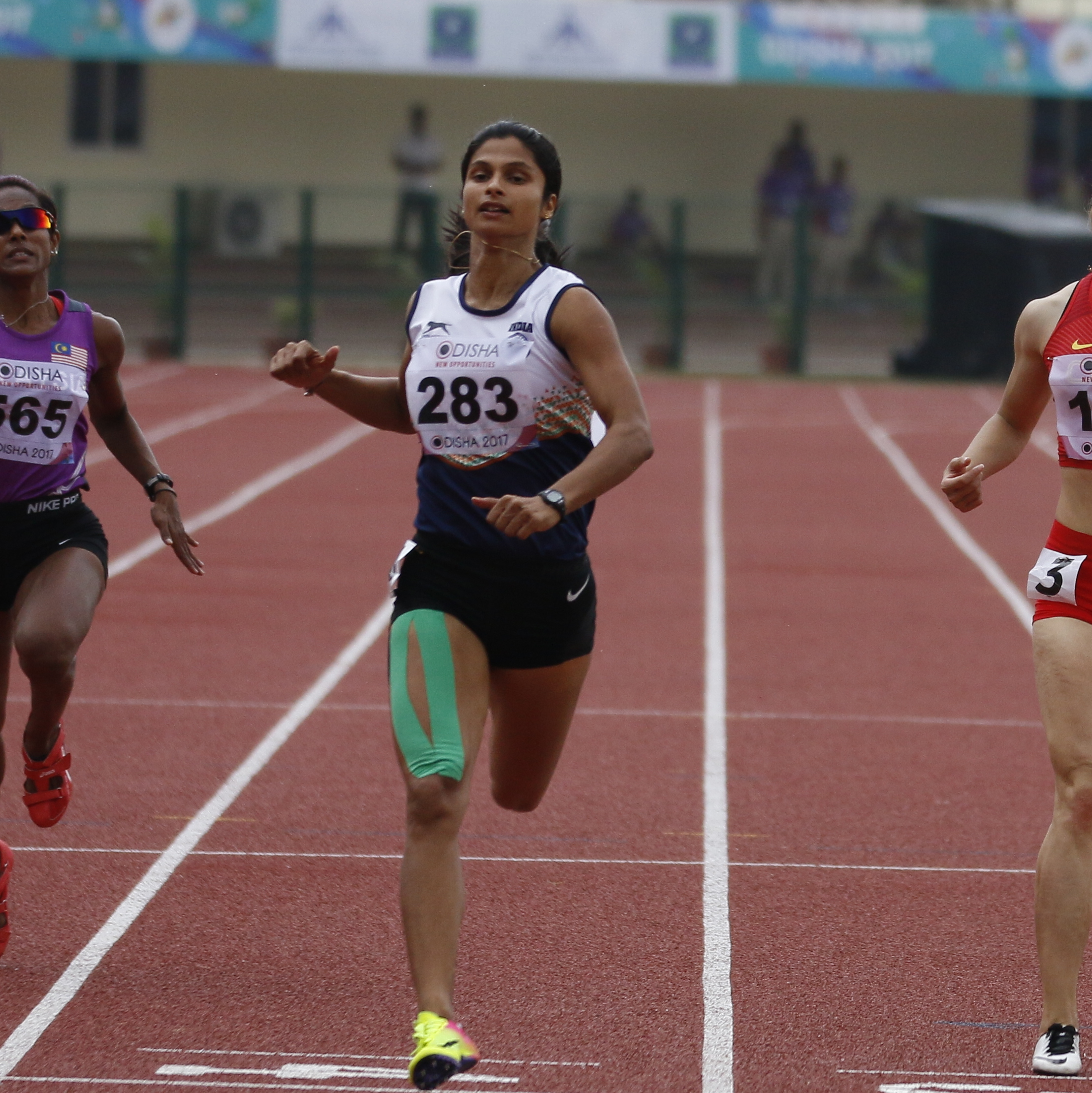
Srabani Nanda – ausgeschieden als Sechste
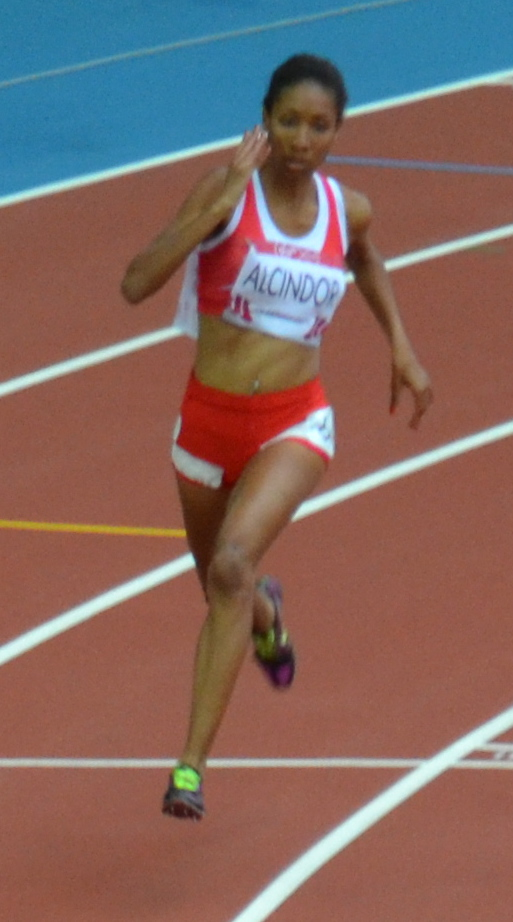
Aurélie Alcindor – ausgeschieden als Siebte

### Lauf 6

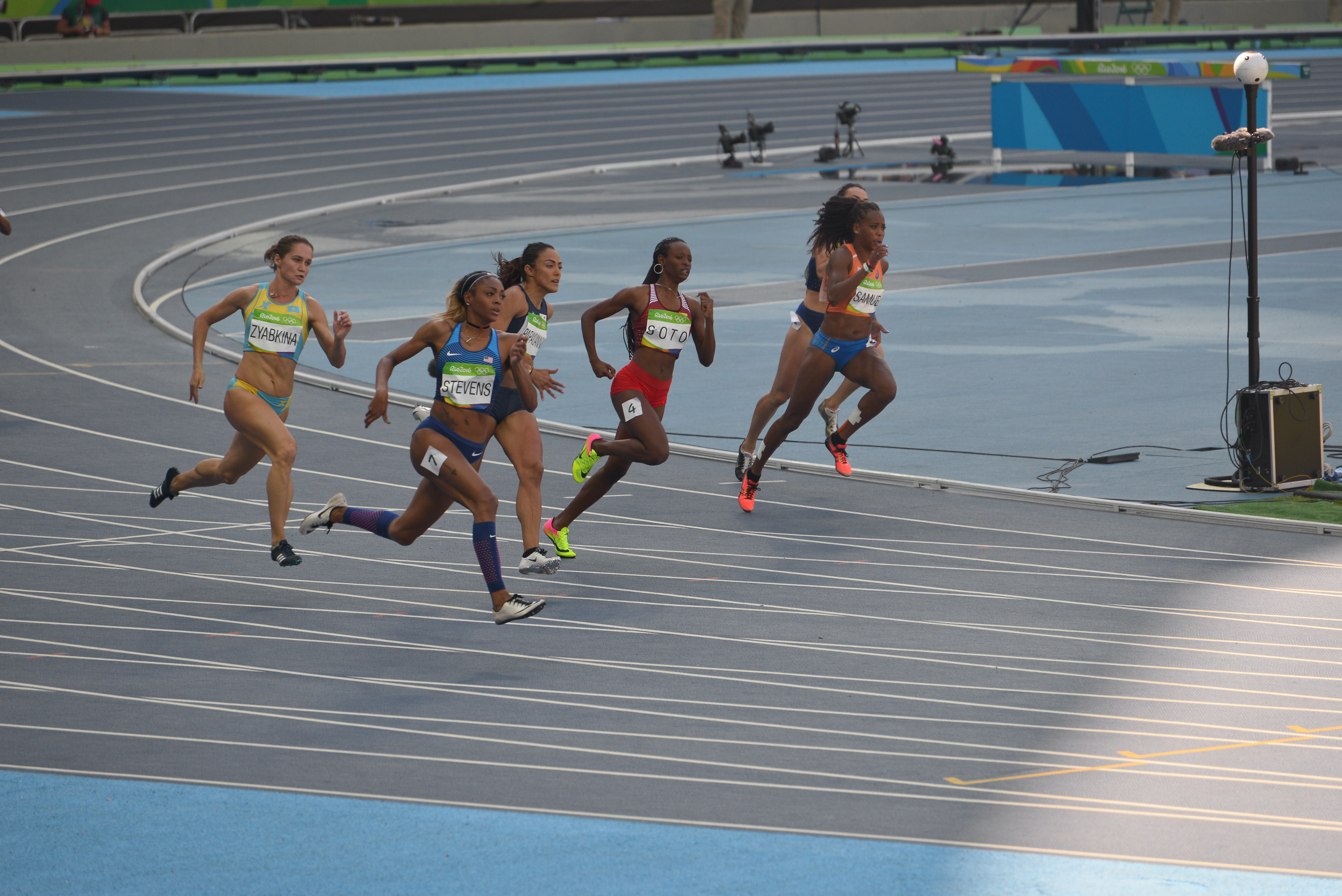
Sechster Vorlauf ausgangs der Startkurve:
Deajah Stevens (Bahn 7), Wiktorija Sjabkina (B. 6), Ramona Papaioannou (B. 5), Nercely Soto (B. 4), Jamile Samuel (B. 2), Jelysaweta Bryshina (B. 1),
nicht im Bild: Najma Parveen (B. 3)

15. August 2016, 10:00 Uhr

Wind: ±0,0 m/s
| Platz | Name                | Nation             | Zeit (s) |
| ----- | ------------------- | ------------------ | -------- |
| 1     | Deajah Stevens      | Vereinigte Staaten | 22,45    |
| 2     | Nercely Soto        | Venezuela          | 22,89    |
| 3     | Jamile Samuel       | Niederlande        | 23,04    |
| 4     | Ramona Papaioannou  | Zypern             | 23,10    |
| 5     | Jelysaweta Bryshina | Ukraine            | 23,28    |
| 6     | Nigina Sharipova    | Usbekistan         | 23,33    |
| 7     | Wiktorija Sjabkina  | Kasachstan         | 23,34    |
| 8     | Najma Parveen       | Pakistan           | 26,11    |

Bilder zum sechsten Vorlauf:

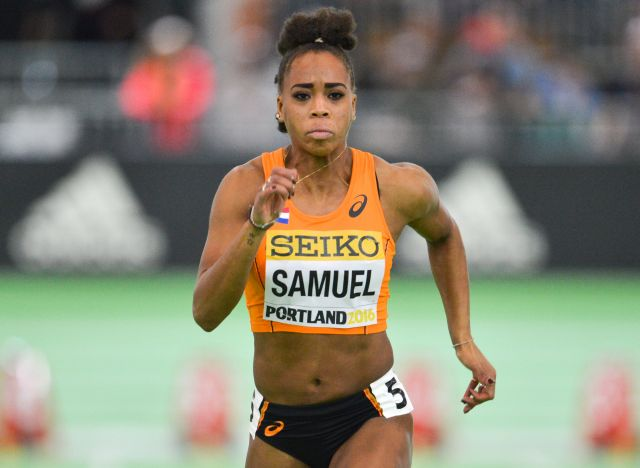
Jamile Samuel – ausgeschieden als Dritte
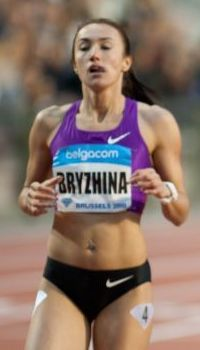
Jelysaweta Bryshina – ausgeschieden als Fünfte
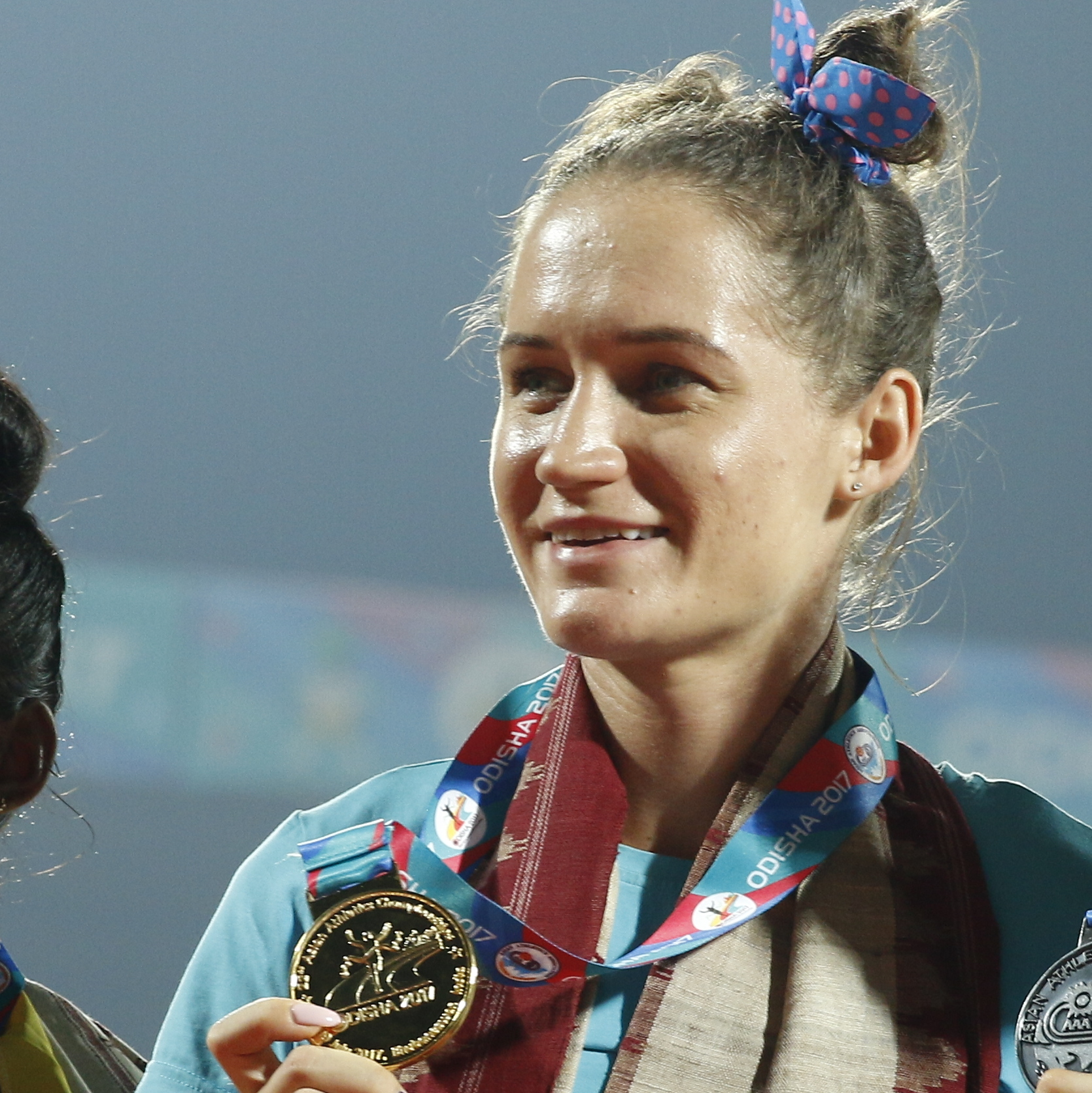
Wiktorija Sjabkina – ausgeschieden als Siebte

### Lauf 7
15. August 2016, 10:06 Uhr

Wind: +0,5 m/s
| Platz | Name                   | Nation                       | Zeit (s) |
| ----- | ---------------------- | ---------------------------- | -------- |
| 1     | Iwet Lalowa-Collio     | Bulgarien                    | 22,61    |
| 2     | Ella Nelson            | Australien                   | 22,66    |
| 3     | Jodie Williams         | Großbritannien               | 22,69    |
| 4     | Lorène Bazolo          | Portugal                     | 23,01    |
| 5     | Chisato Fukushima      | Japan                        | 23,21    |
| 6     | LaVerne Jones-Ferrette | Amerikanische Jungferninseln | 23,35    |
| 7     | Vitória Cristina Rosa  | Brasilien                    | 23,35    |
| 8     | Sheniqua Ferguson      | Bahamas                      | 23,62    |

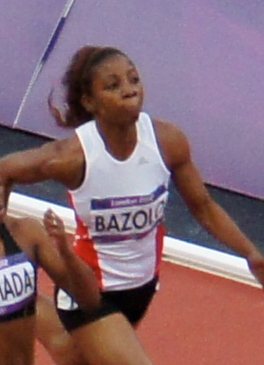
Lorène Bazolo – ausgeschieden als Vierte des siebten Vorlaufs

Weitere im siebten Vorlauf ausgeschiedene Sprinterinnen:

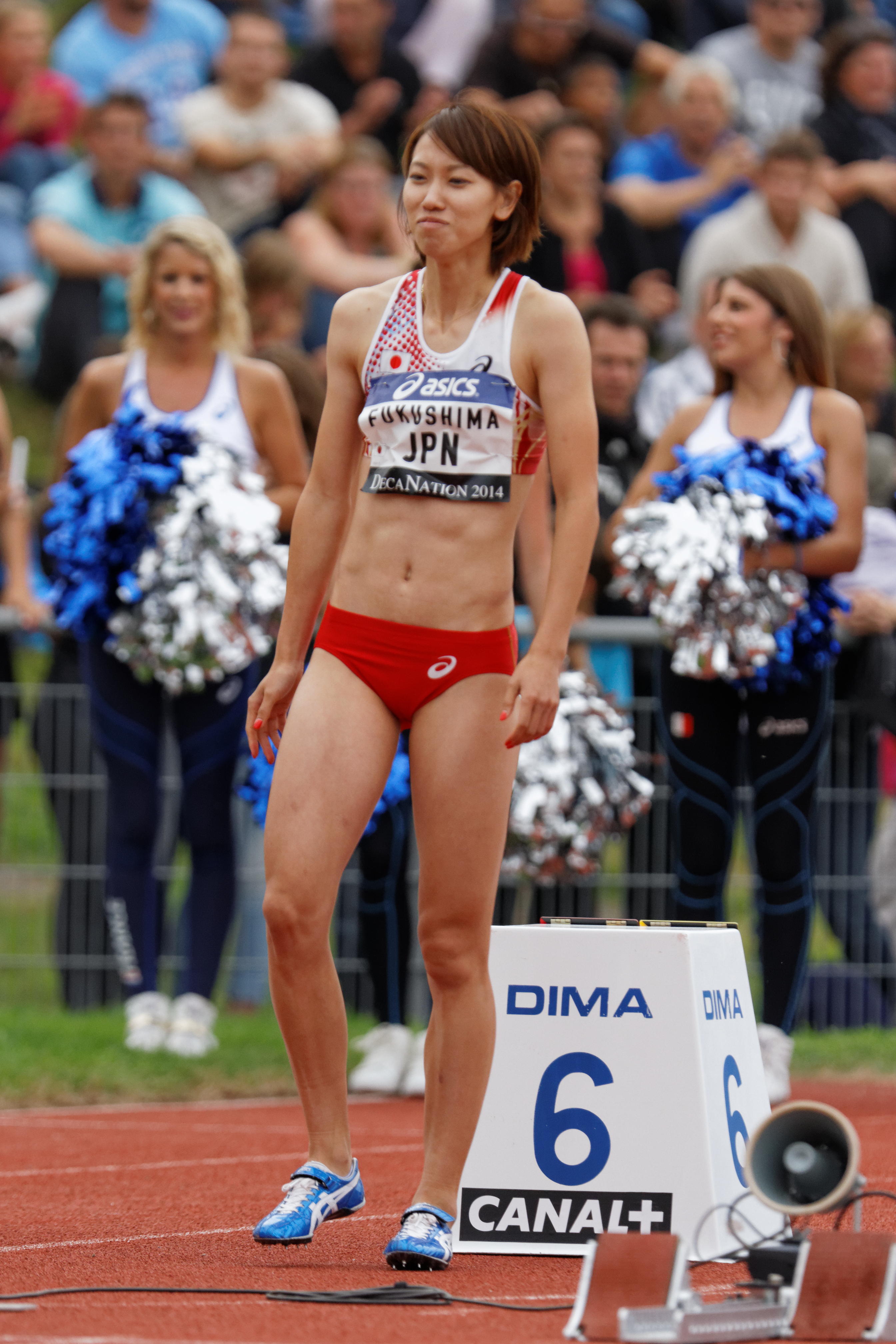
Chisato Fukushima – Rang fünf
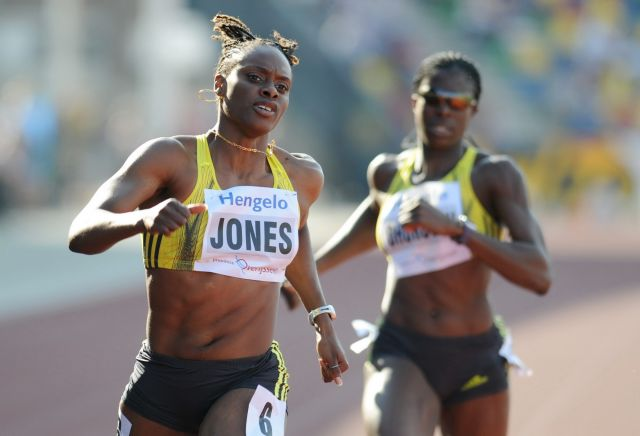
LaVerne Jones-Ferrette – Rang sechs
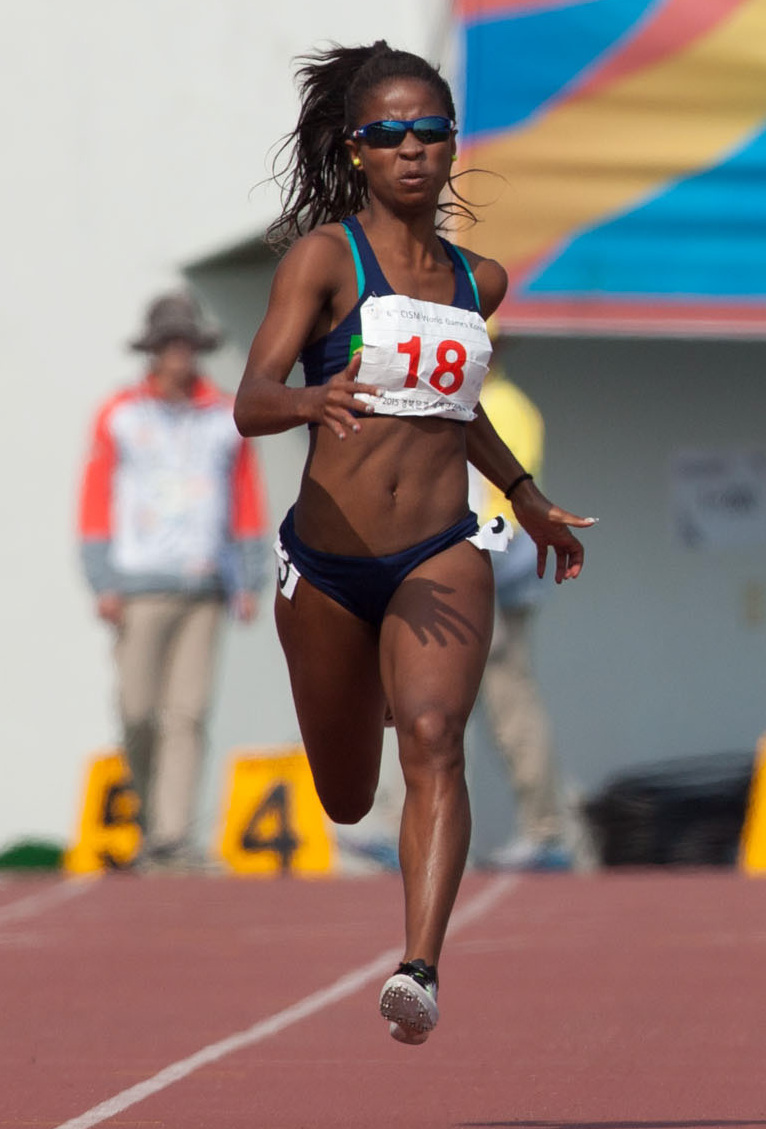
Vitória Cristina Rosa – Rang sieben

### Lauf 8

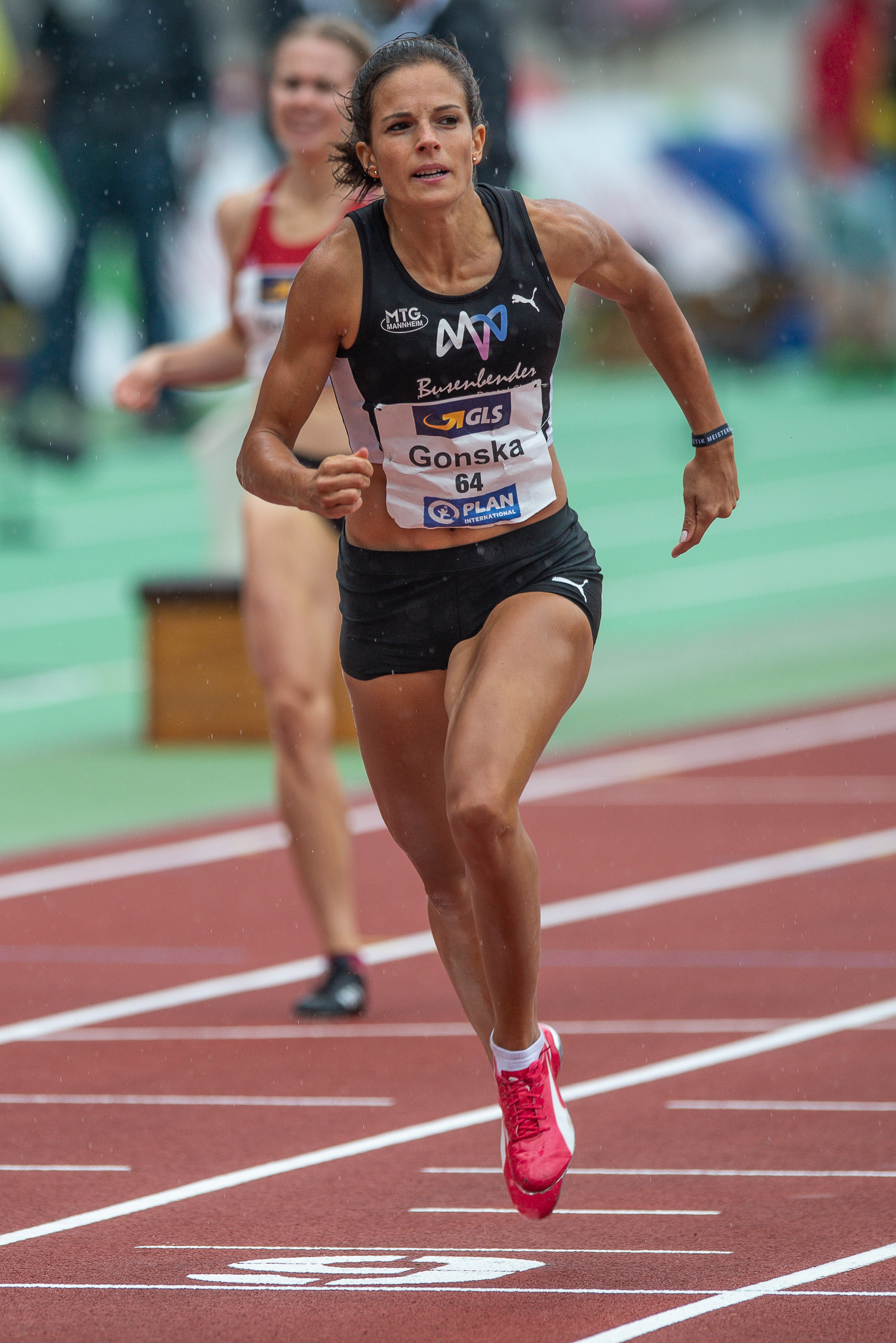
Nadine Gonska – ausgeschieden als Vierte des achten Vorlaufs
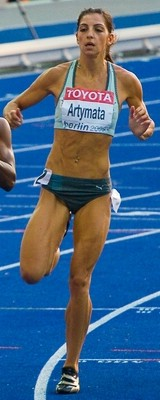
Eleni Artymata – ausgeschieden als Fünfte des achten Vorlaufs

15. August 2016, 10:12 Uhr

Wind: +0,1 m/s
| Platz | Name                 | Nation             | Zeit (s) |
| ----- | -------------------- | ------------------ | -------- |
| 1     | Tori Bowie           | Vereinigte Staaten | 22,47    |
| 2     | Murielle Ahouré      | Elfenbeinküste     | 22,52    |
| 3     | Mujinga Kambundji    | Schweiz            | 22,78    |
| 4     | Nadine Gonska        | Deutschland        | 23,03    |
| 5     | Eleni Artymata       | Zypern             | 23,27    |
| 6     | Arialis Gandulla     | Kuba               | 23,41    |
| 7     | Brenessa Thompson    | Guyana             | 23,65    |
| 8     | Maizurah Abdul Rahim | Brunei             | 28,02    |

### Lauf 9
15. August 2016, 10:18 Uhr

Wind: +0,6 m/s
| Platz | Name                    | Nation                   | Zeit (s) |
| ----- | ----------------------- | ------------------------ | -------- |
| 1     | Edidiong Odiong         | Bahrain                  | 22,74    |
| 2     | Semoy Hackett           | Trinidad und Tobago      | 22,78    |
| 3     | Veronica Campbell-Brown | Jamaika                  | 22,97    |
| 4     | Olga Safronowa          | Kasachstan               | 23,29    |
| 5     | Ashley Kelly            | Britische Jungferninseln | 23,61    |
| 6     | Tameka Williams         | St. Kitts und Nevis      | 23,61    |
| 7     | Sabina Veit             | Slowenien                | 23,75    |
| 8     | Kristina Pronschenko    | Tadschikistan            | 25,53    |

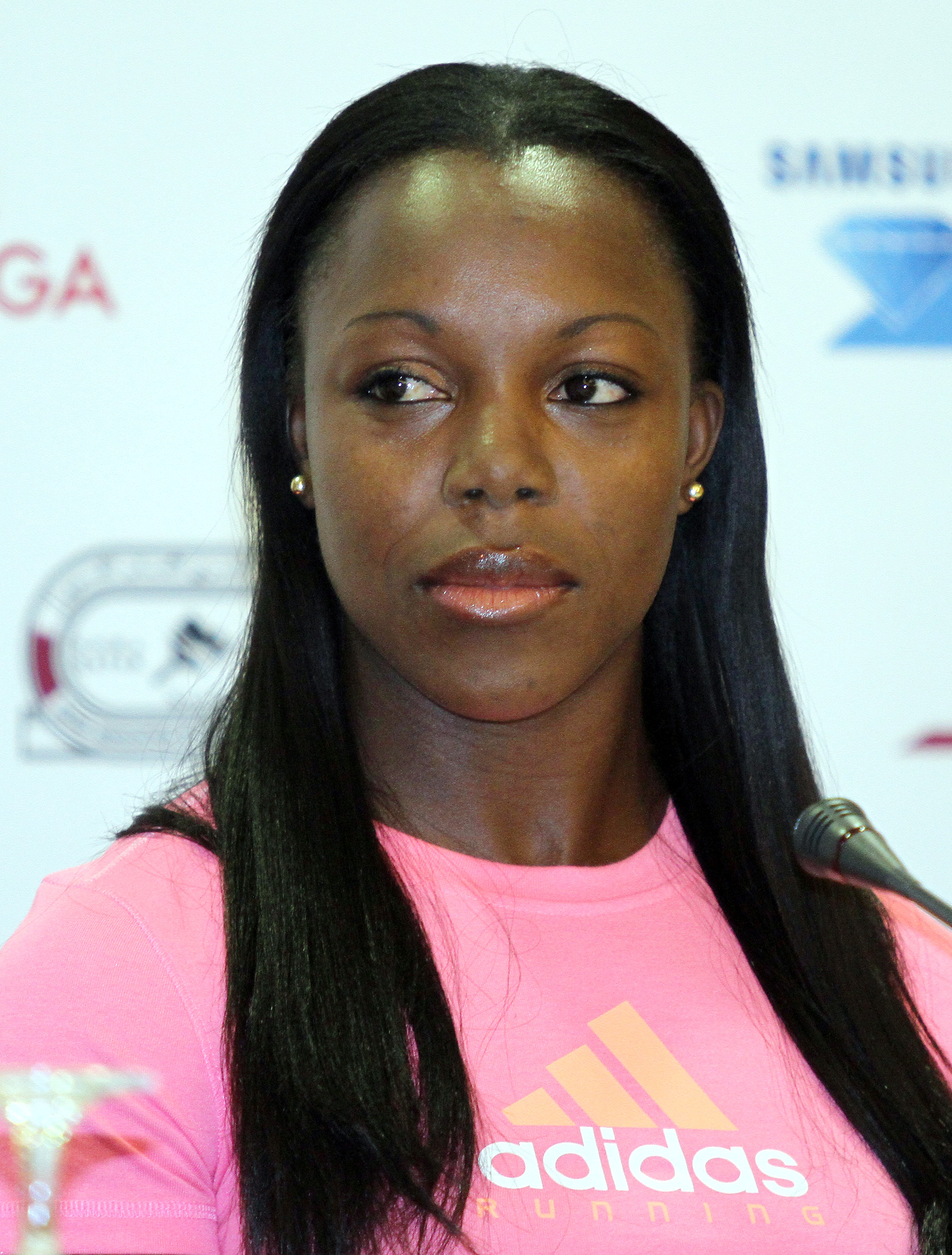
Veronica Campbell-Brown – überraschend ausgeschieden als Dritte des neunten Vorlaufs

Weitere im neunten Vorlauf ausgeschiedene Sprinterinnen:

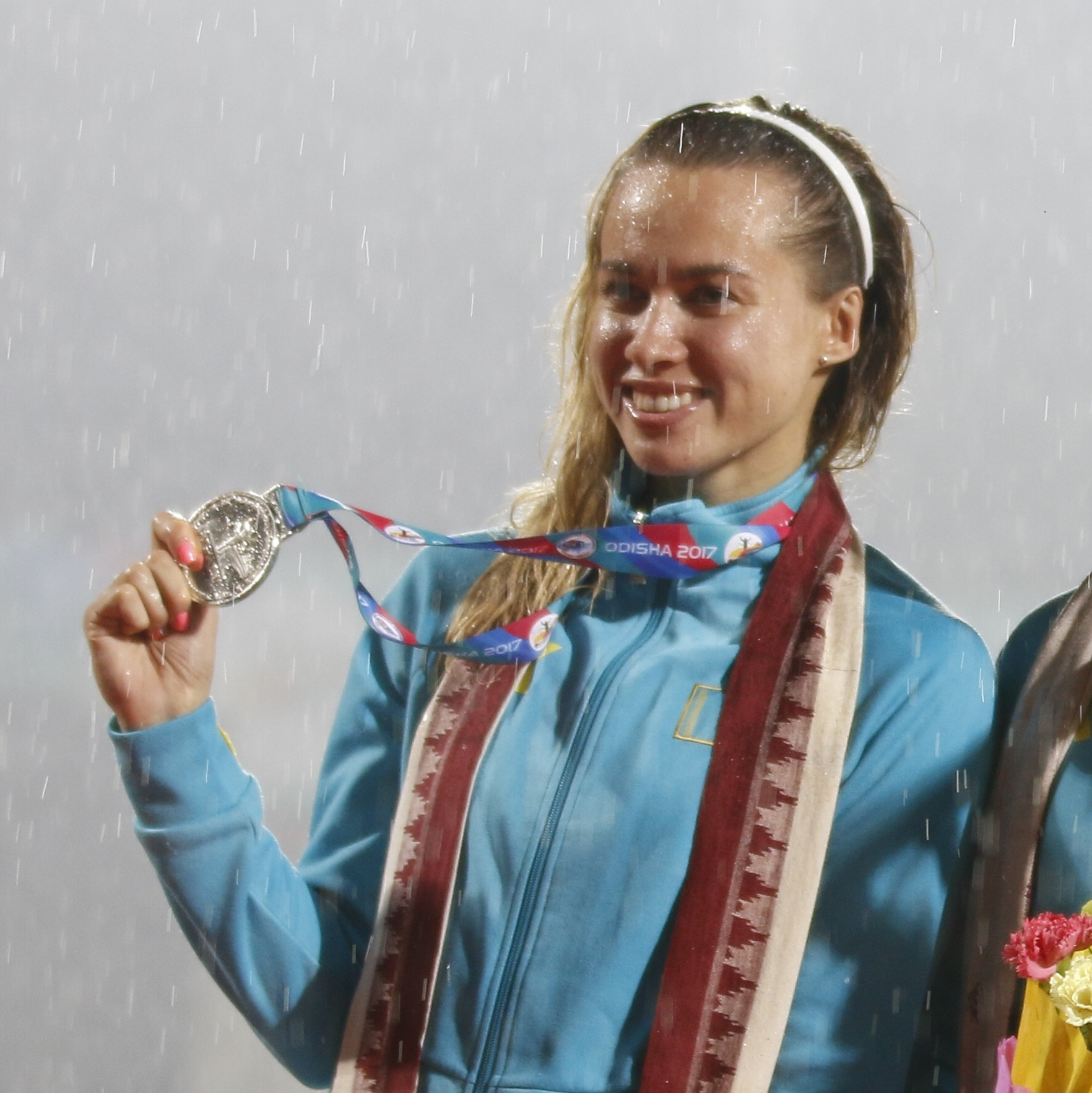
Olga Safronowa – Rang vier
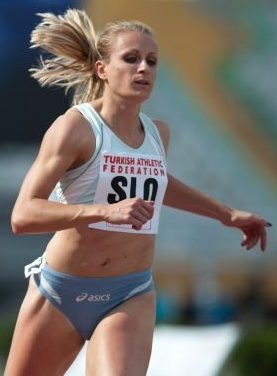
Sabina Veit – Rang sieben
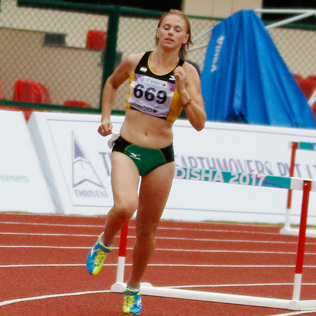
Kristina Pronschenko – Rang acht

## Halbfinale
Das Halbfinale umfasste drei Läufe. Für das Finale qualifizierten sich pro Lauf die ersten beiden Athletinnen (hellblau unterlegt). Darüber hinaus kamen die zwei Zeitschnellsten, die sogenannten Lucky Loser (hellgrün unterlegt), weiter.

### Lauf 1

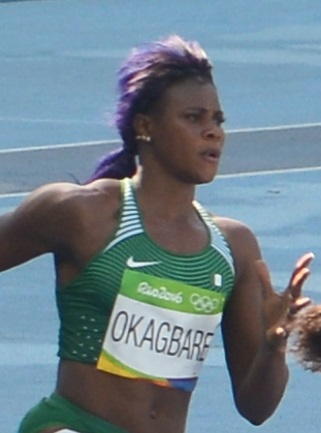
Blessing Okagbare – ausgeschieden als Fünfte des ersten Halbfinals
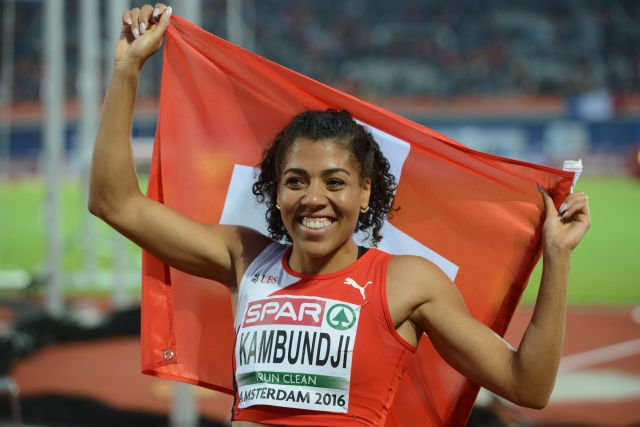
Mujinga Kambundji – ausgeschieden als Sechste des ersten Halbfinals
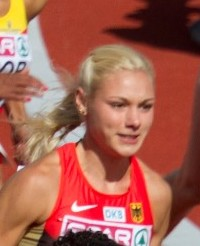
Lisa Mayer – ausgeschieden als Siebte des ersten Halbfinals

16. August 2016, 22:00 Uhr

Wind: +0,1 m/s
| Platz | Name              | Nation             | Zeit (s) |
| ----- | ----------------- | ------------------ | -------- |
| 1     | Dafne Schippers   | Niederlande        | 21,96    |
| 2     | Elaine Thompson   | Jamaika            | 22,13    |
| 3     | Deajah Stevens    | Vereinigte Staaten | 22,49    |
| 4     | Dina Asher-Smith  | Großbritannien     | 22,49    |
| 5     | Blessing Okagbare | Nigeria            | 22,69    |
| 6     | Mujinga Kambundji | Schweiz            | 22,83    |
| 7     | Lisa Mayer        | Deutschland        | 22,90    |
| 8     | Tynia Gaither     | Bahamas            | 23,45    |

### Lauf 2
16. August 2016, 22:08 Uhr

Wind: +0,1 m/s
| Platz | Name                | Nation              | Zeit (s) |
| ----- | ------------------- | ------------------- | -------- |
| 1     | Marie Josée Ta Lou  | Elfenbeinküste      | 22,28    |
| 2     | Iwet Lalowa-Collio  | Bulgarien           | 22,42    |
| 3     | Ella Nelson         | Australien          | 22,50    |
| 4     | Jenna Prandini      | Vereinigte Staaten  | 22,55    |
| 5     | Natalija Pohrebnjak | Ukraine             | 22,81    |
| 6     | Semoy Hackett       | Trinidad und Tobago | 22,94    |
| 7     | Ángela Tenorio      | Ecuador             | 22,99    |
| 8     | Jodie Williams      | Großbritannien      | 22,99    |

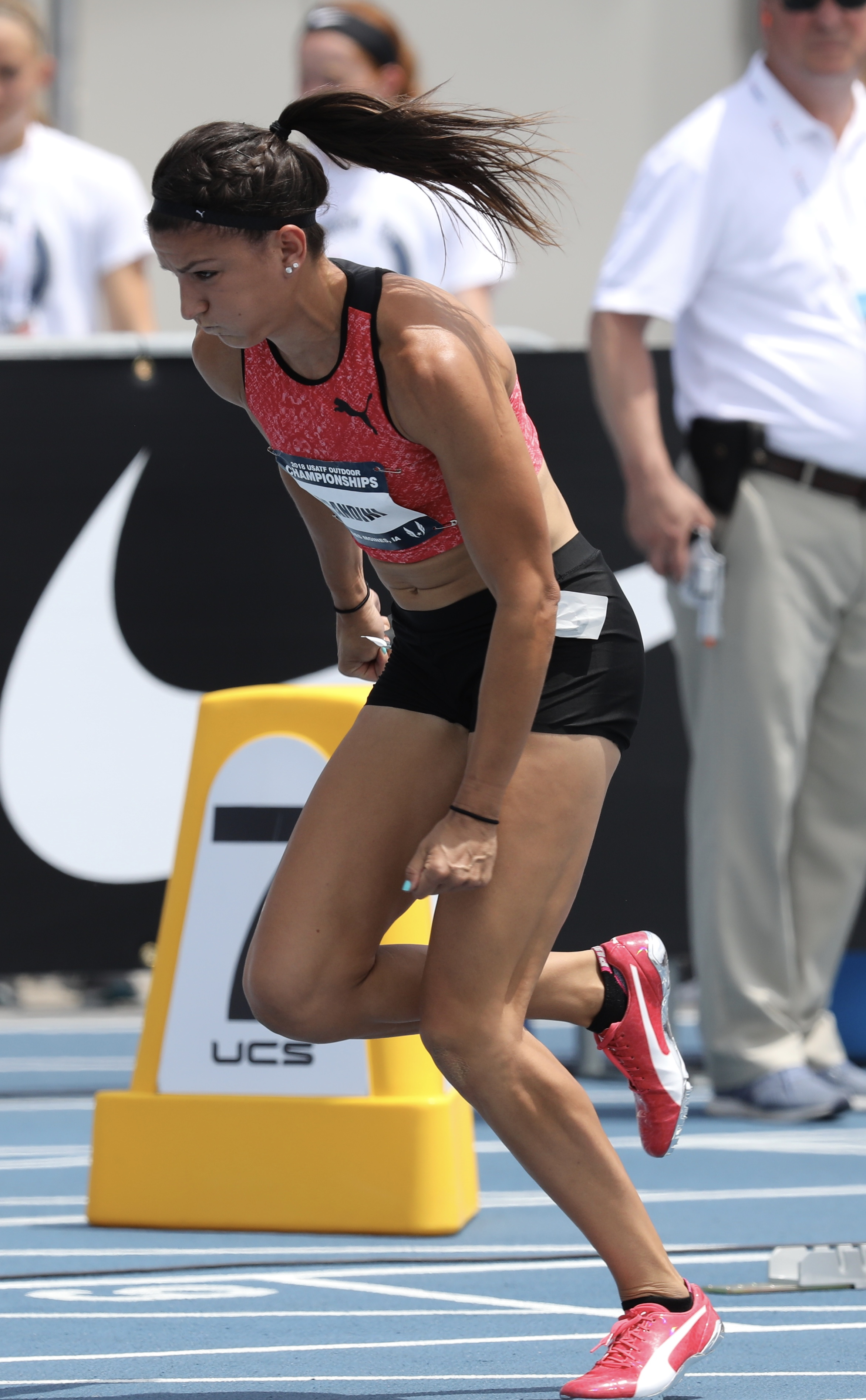
Jenna Prandini – ausgeschieden als Vierte des zweiten Halbfinals

Weitere im zweiten Halbfinale ausgeschiedene Sprinterinnen:

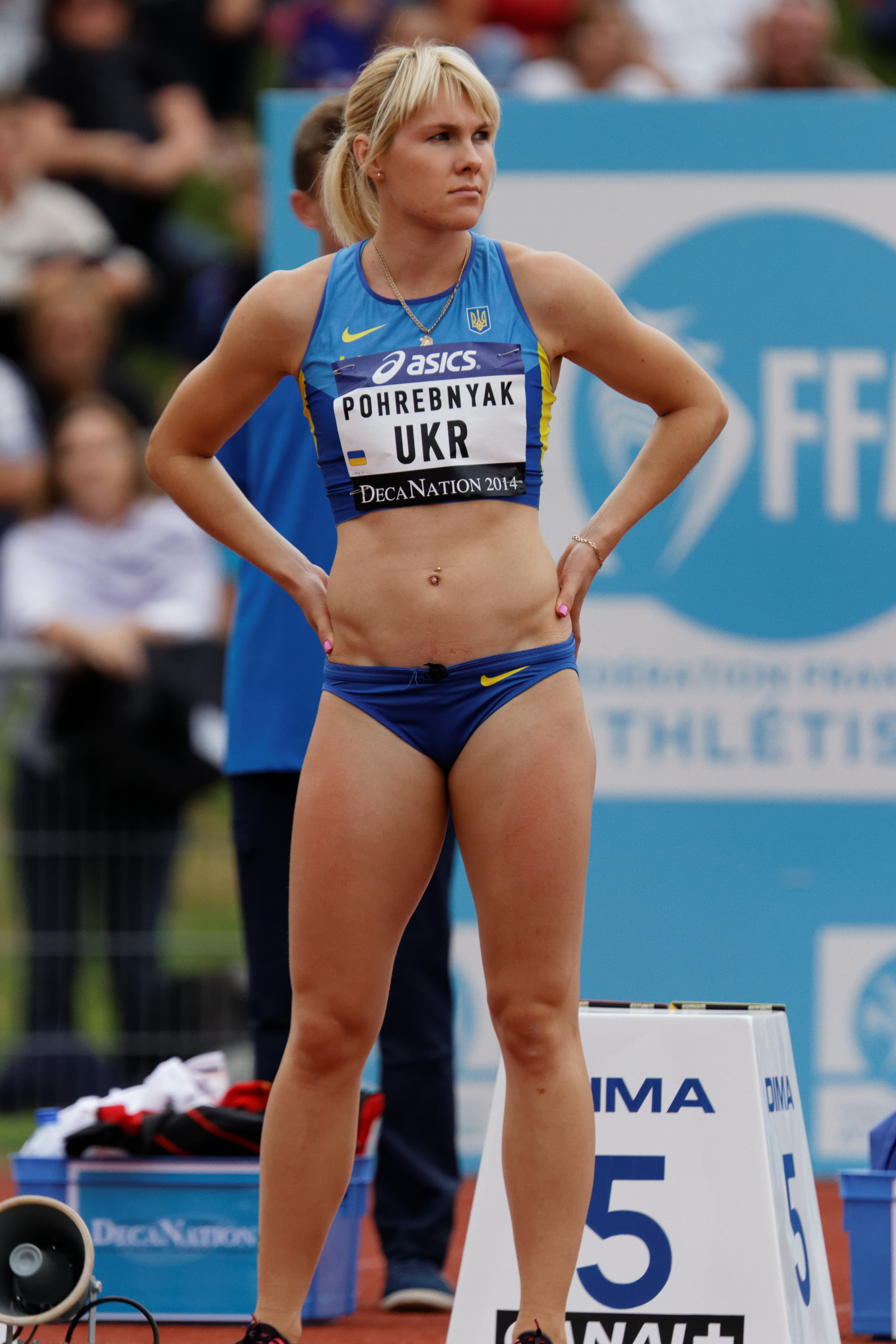
Natalija Pohrebnjak – Rang fünf
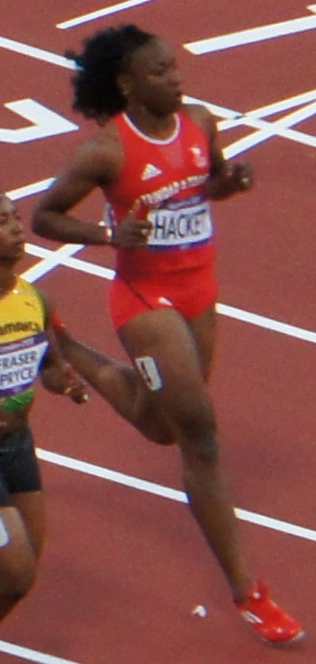
Semoy Hackett – Rang sechs
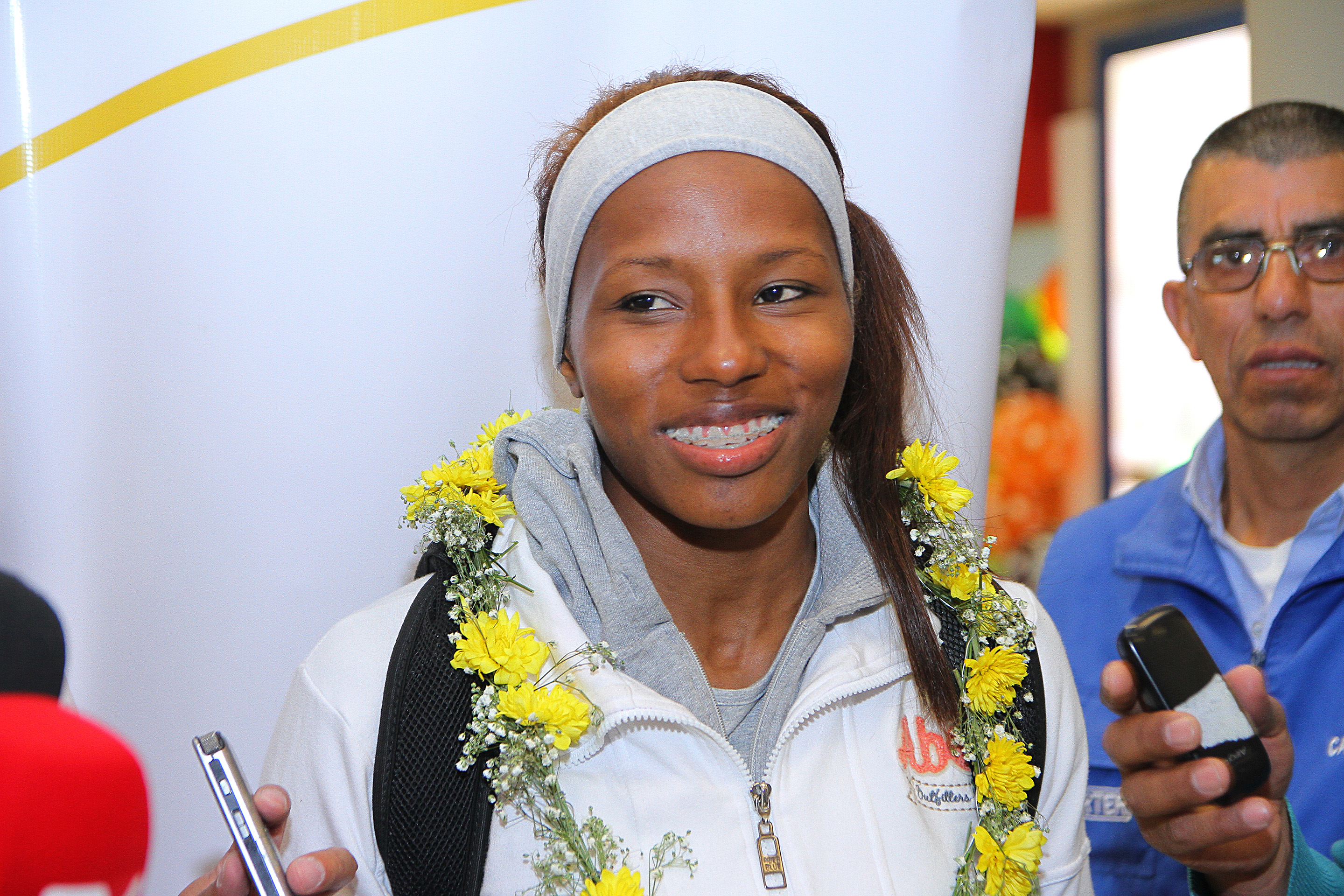
Ángela Tenorio – Rang sieben
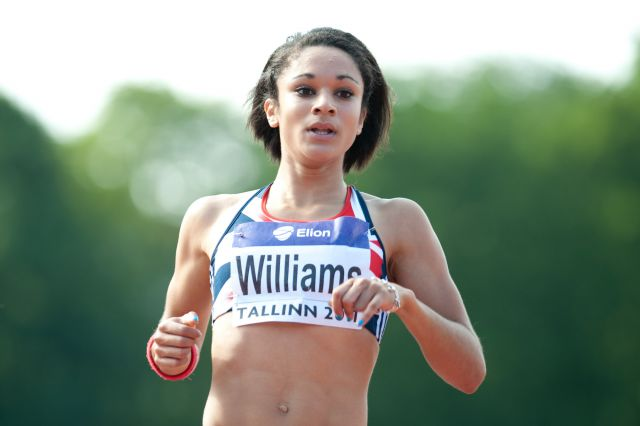
Jodie Williams – Rang acht

### Lauf 3
- Simone Facey – ausgeschieden
als Dritte des dritten Halbfinals
- Murielle Ahouré – ausgeschieden
als Vierte des dritten Halbfinals

16. August 2016, 22:16 Uhr

Wind: +0,8 m/s
| Platz | Name              | Nation              | Zeit (s) |
| ----- | ----------------- | ------------------- | -------- |
| 1     | Tori Bowie        | Vereinigte Staaten  | 22,13    |
| 2     | Michelle-Lee Ahye | Trinidad und Tobago | 22,25    |
| 3     | Simone Facey      | Jamaika             | 22,57    |
| 4     | Murielle Ahouré   | Elfenbeinküste      | 22,59    |
| 5     | Gina Lückenkemper | Deutschland         | 22,73    |
| 6     | Edidiong Odiong   | Bahrain             | 22,84    |
| 7     | Nercely Soto      | Venezuela           | 22,88    |
| 8     | Crystal Emmanuel  | Kanada              | 23,05    |

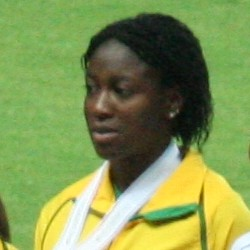
Simone Facey – ausgeschieden als Dritte des dritten Halbfinals
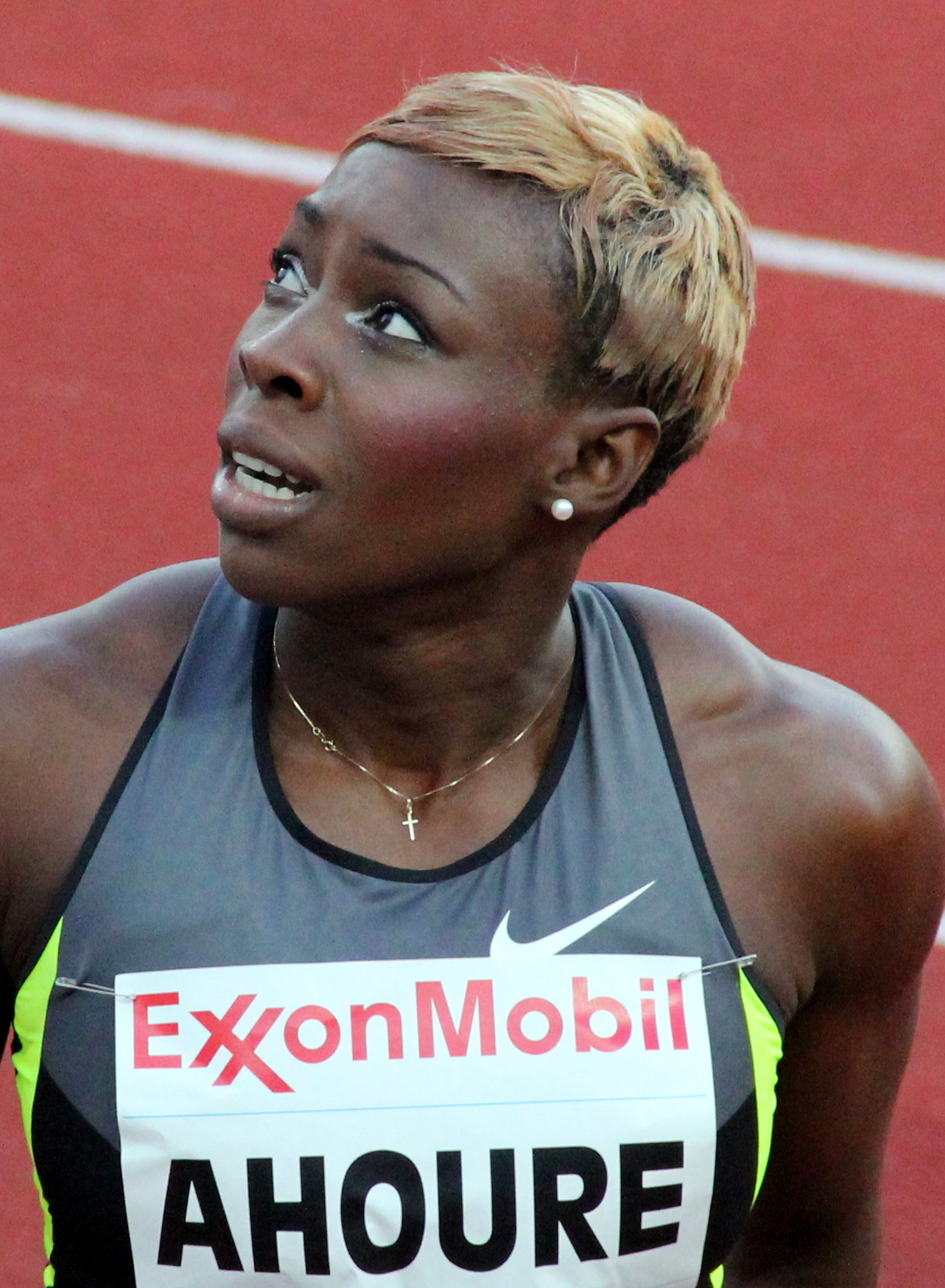
Murielle Ahouré – ausgeschieden als Vierte des dritten Halbfinals

Weitere im dritten Halbfinale ausgeschiedene Sprinterinnen:

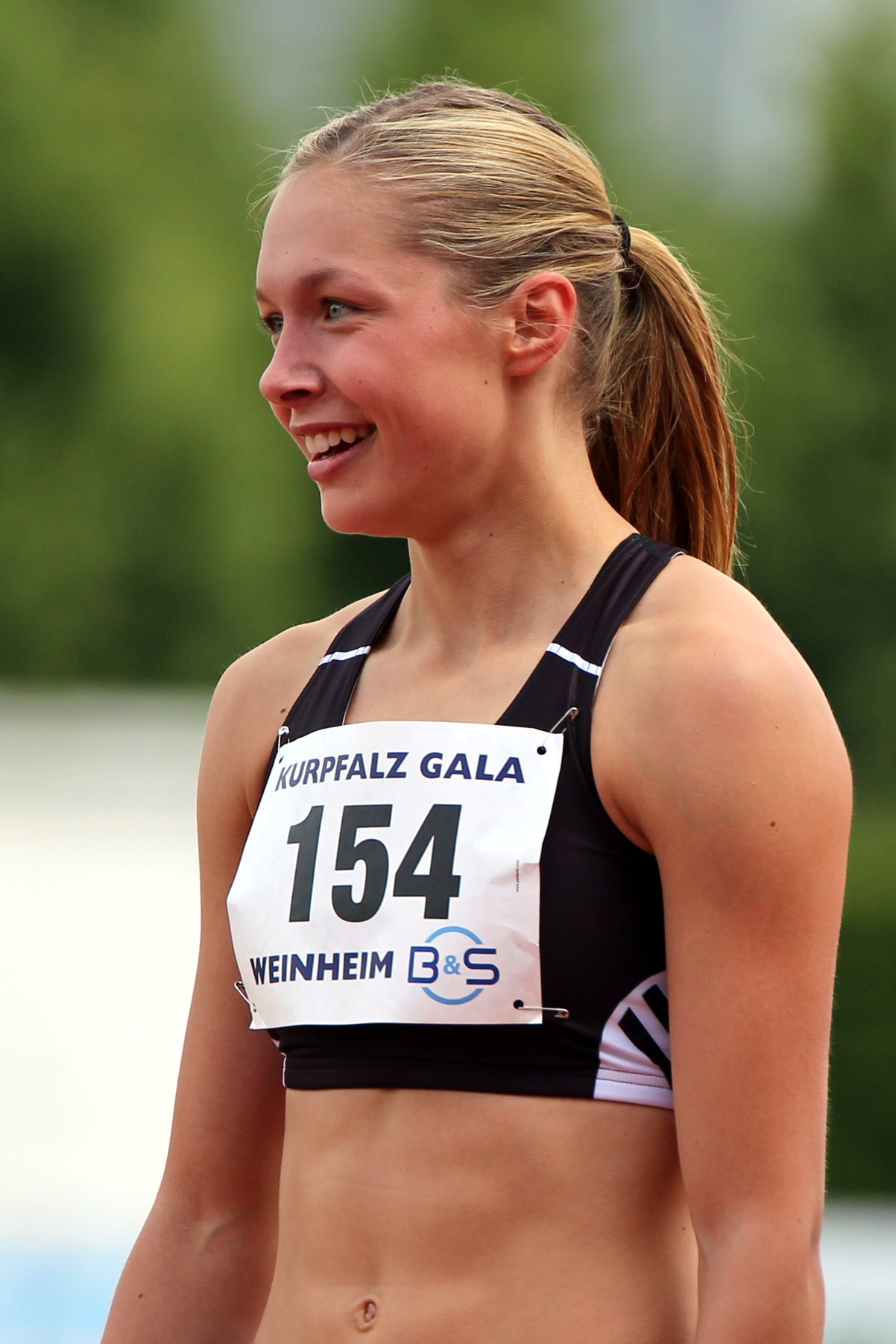
Gina Lückenkemper – Rang fünf
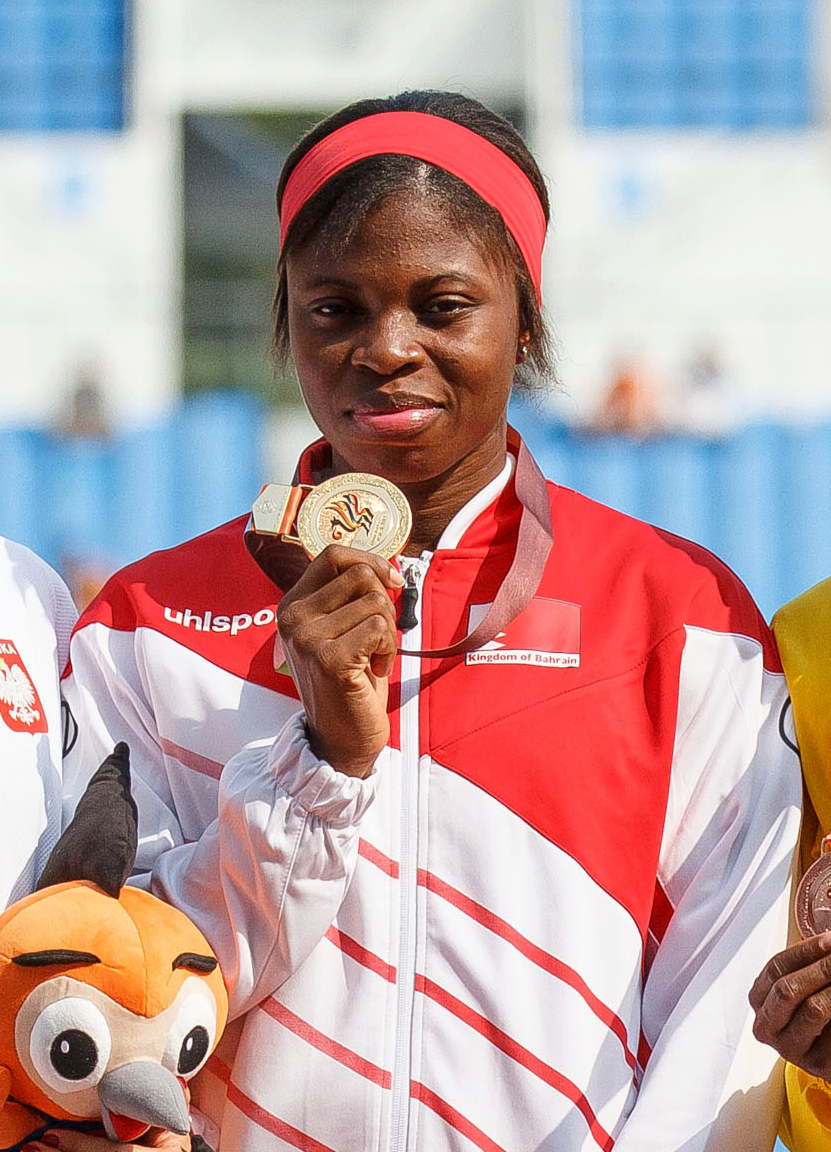
Edidiong Odiong – Rang sechs
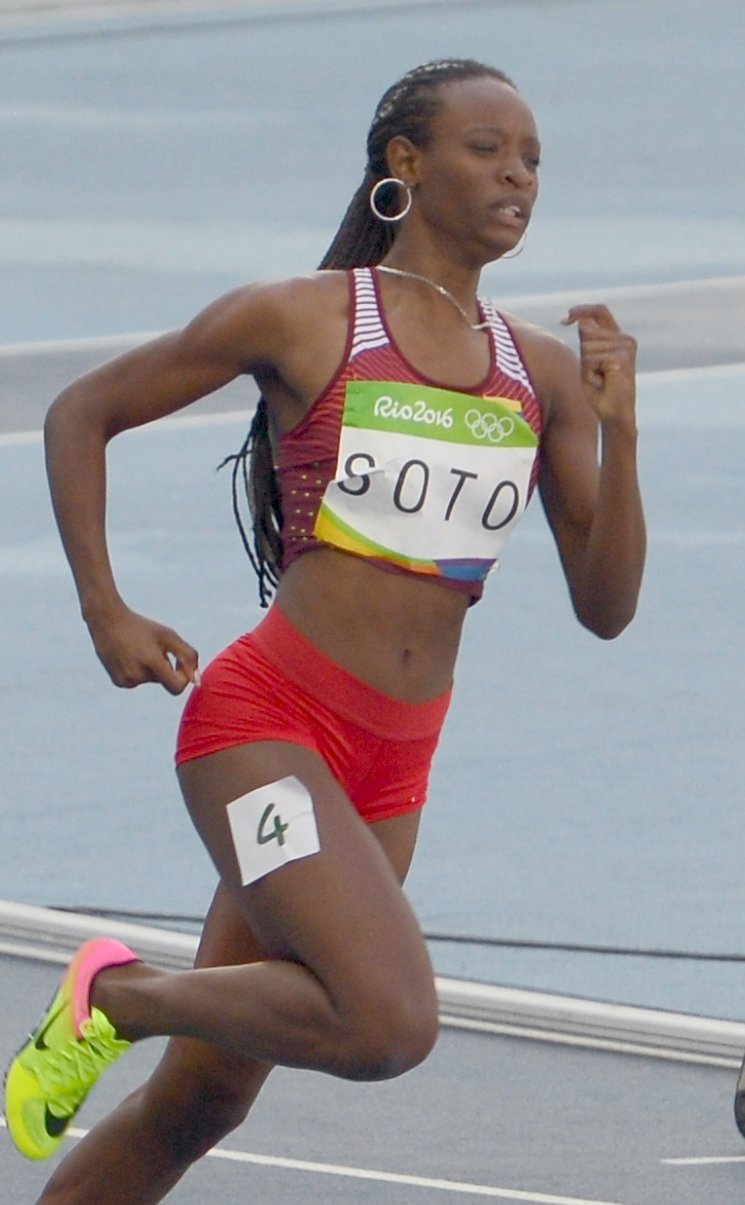
Nercely Soto – Rang sieben
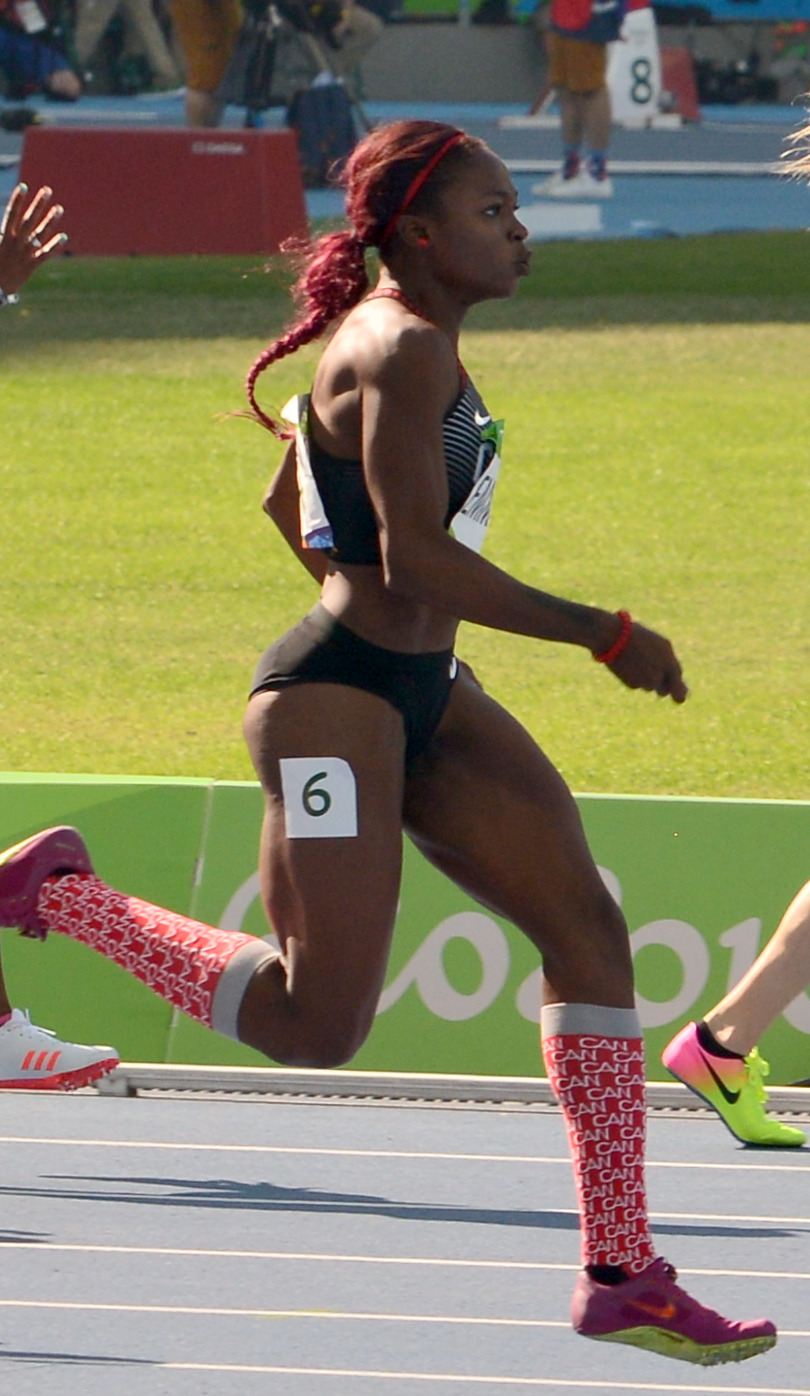
Crystal Emmanuel – Rang acht

## Finale
17. August 2016, 22:30 Uhr

Wind: −0,1 m/s
| Platz | Name               | Nation              | Zeit (s) | Anmerkung |
| ----- | ------------------ | ------------------- | -------- | --------- |
| 1     | Elaine Thompson    | Jamaika             | 21,78    |           |
| 2     | Dafne Schippers    | Niederlande         | 21,88    |           |
| 3     | Tori Bowie         | Vereinigte Staaten  | 22,15    |           |
| 4     | Marie Josée Ta Lou | Elfenbeinküste      | 22,21    | NR        |
| 5     | Dina Asher-Smith   | Großbritannien      | 22,31    |           |
| 6     | Michelle-Lee Ahye  | Trinidad und Tobago | 22,34    |           |
| 7     | Deajah Stevens     | Vereinigte Staaten  | 22,65    |           |
| 8     | Iwet Lalowa-Collio | Bulgarien           | 22,69    |           |

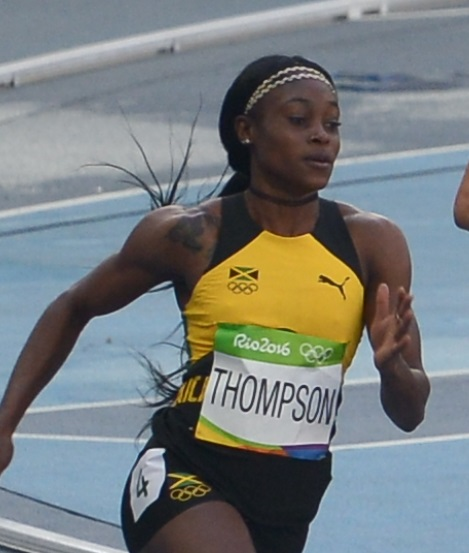
ElaineThompson krönte sich nach Gold
über 100 Meter mit ihrem zweiten Sieg
zur Sprintkönigin von Rio

Für das Finale hatten sich zwei US-Amerikanerinnen sowie je eine Starterin aus Bulgarien, von der Elfenbeinküste, aus Großbritannien, Jamaika, den Niederlanden sowie Trinidad und Tobago qualifiziert.
Als Favoritinnen galten in erster Linie die amtierende Weltmeisterin Dafne Schippers aus den Niederlanden und die jamaikanische Vizeweltmeisterin Elaine Thompson, die schon den 100-Meter-Wettbewerb gewonnen hatte. Veronica Campbell-Brown, Siegerin von 2004 und 2008, war bereits in der Vorrunde ausgeschieden.
Die beiden Favoritinnen hatten im Finale den besten Start und erliefen sich bereits in der ersten Kurve eine leichte Führung. Als Erste kam Thompson auf die Zielgerade, nicht weit hinter ihr Schippers. Doch noch war nichts entschieden, die Abstände waren knapp. Auf der zweiten Streckenhälfte baute Thompson ihren Vorsprung weiter aus und obwohl Schippers alles versuchte, um noch heranzukommen, gewann Thompson ihre zweite Goldmedaille in Rio. Schippers, die nach dem Zieleinlauf stürzte, errang Silber. Nach der Startkurve hatte Marie Josée Ta Lou von der Elfenbeinküste, die Vierte des 100-Meter-Rennens, vor der US-Athletin Tori Bowie auf Platz drei gelegen. Doch Bowie kämpfte sich an ihr vorbei und gewann die Bronzemedaille vor Ta Lou, die einen neuen Landesrekord aufstellte. Die Britin Dina Asher-Smith, amtierende Europameisterin, wurde Fünfte vor Michelle-Lee Ahye aus Trinidad und Tobago. Die US-Amerikanerin Deajah Stevens und die Bulgarin Iwet Lalowa-Collio belegten die Plätze sieben und acht.
Elaine Thompson gewann nach den 100 Metern auch das Rennen über 200 Meter.
In der Anzahl der über 200 Meter gewonnenen Medaillen lagen die USA und Jamaika nun gleichauf, beide Nationen hatten jeweils zwölf Medaillen auf ihrem Konto. In der Anzahl der Olympiasiege war die USA mit ihren sechs Siegen in der Bilanz bislang insgesamt erfolgreichste Nation. Jamaika und die DDR hatten bisher jeweils drei Siege zu verbuchen.

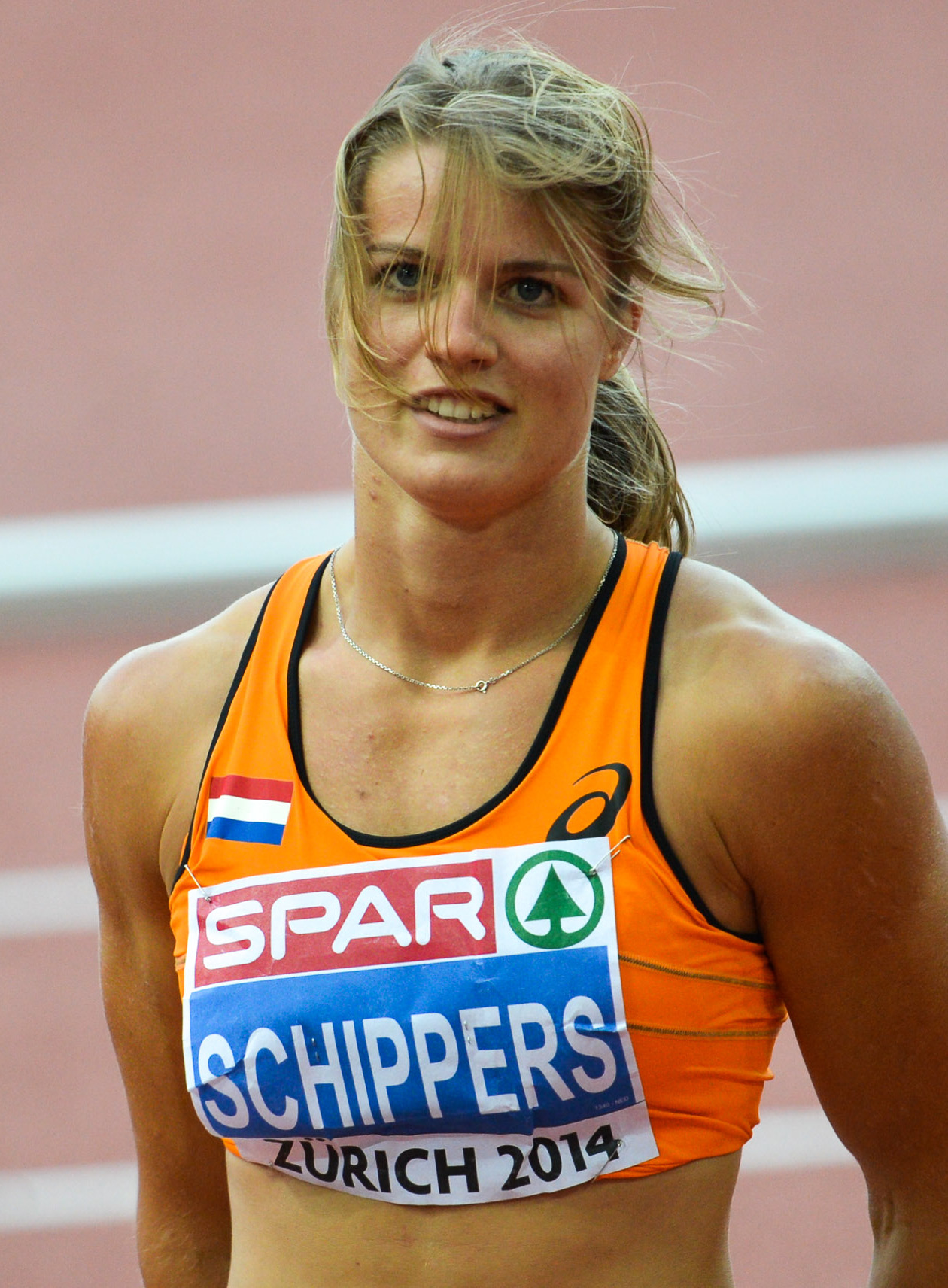
Silbermedaillengewinnerin: Dafne Schippers
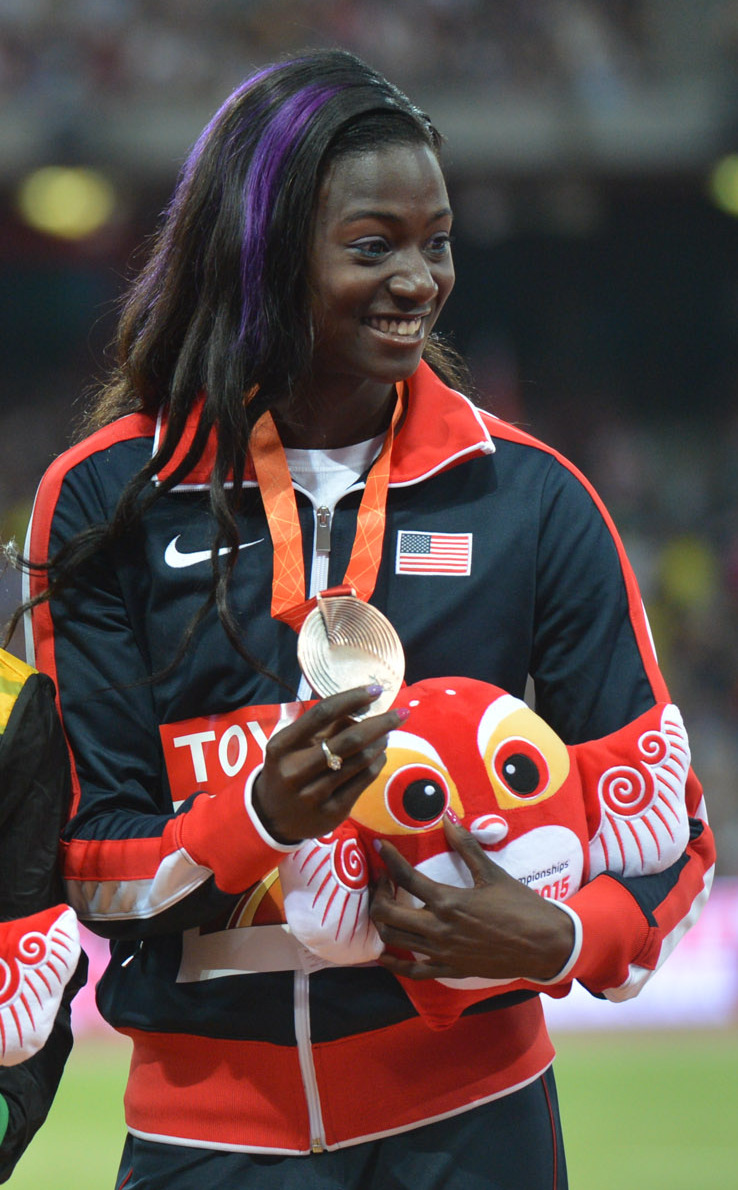
Bronzemedaillengewinnerin: Tori Bowie
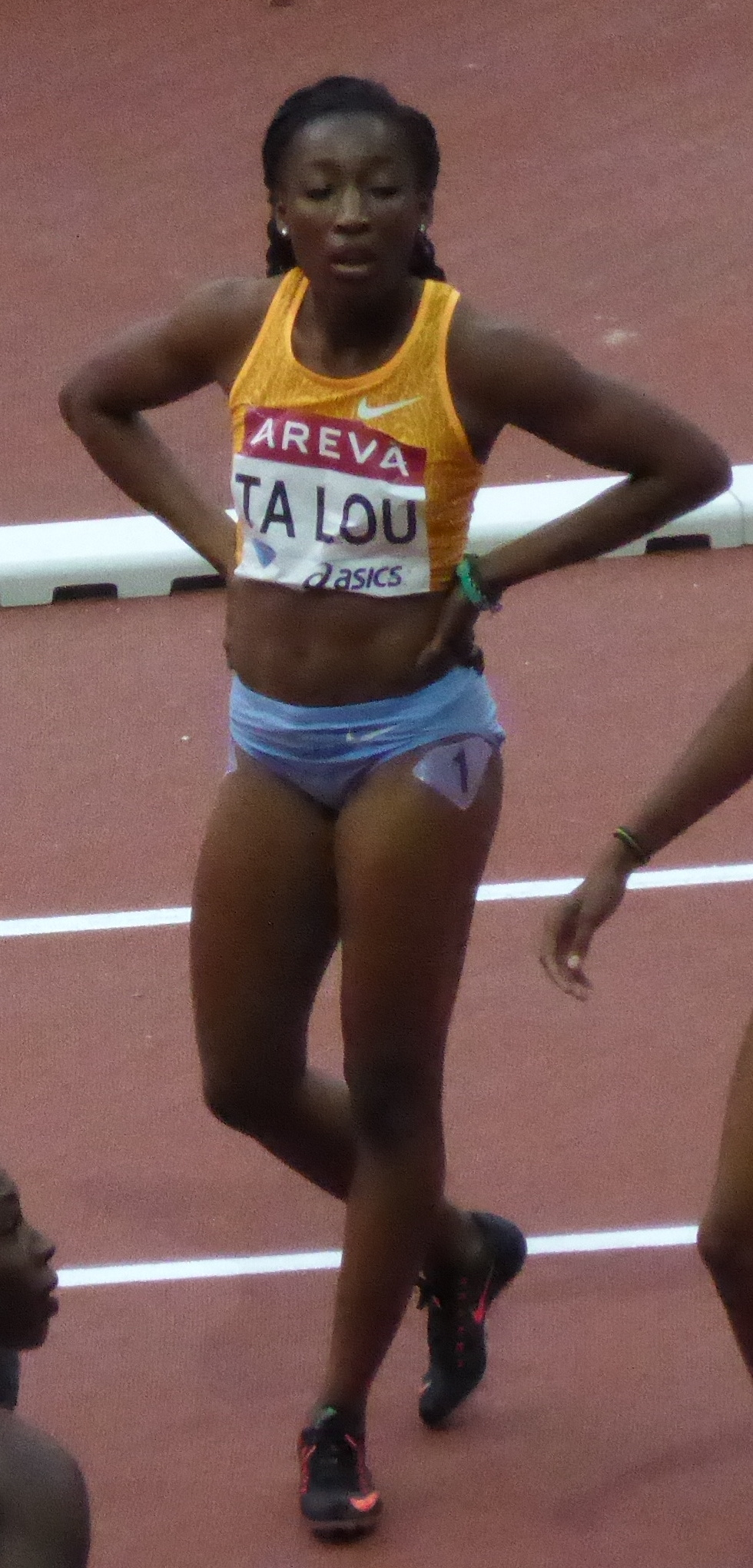
Die Olympiavierte Marie Josée Ta Lou
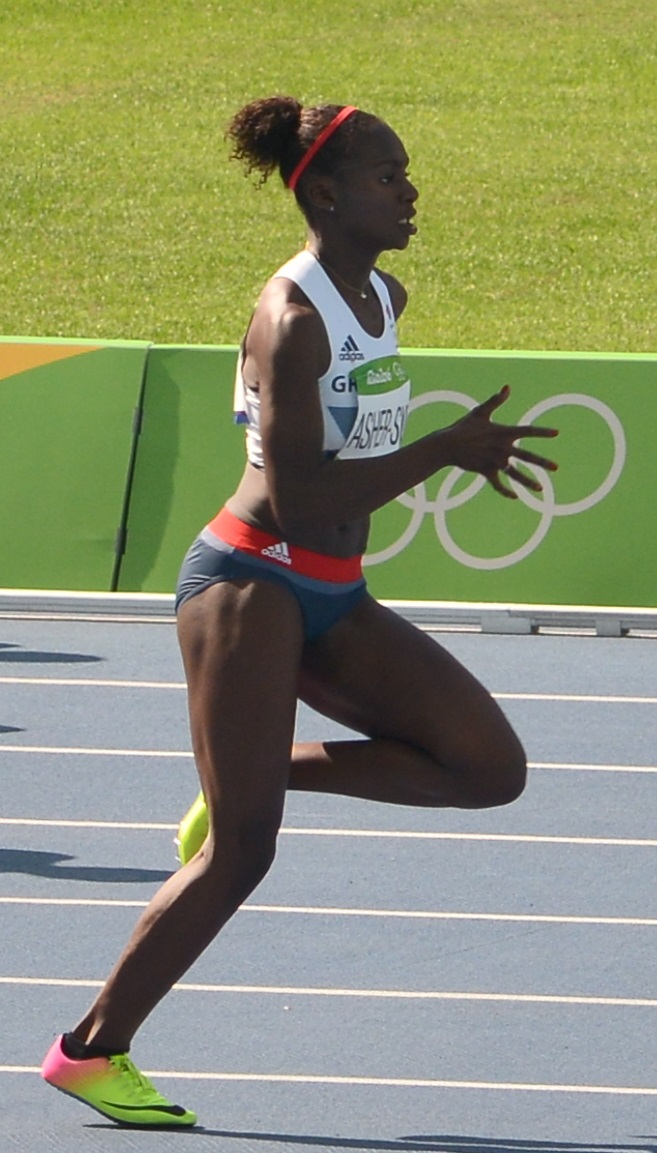
Dina Asher-Smith belegte Rang fünf

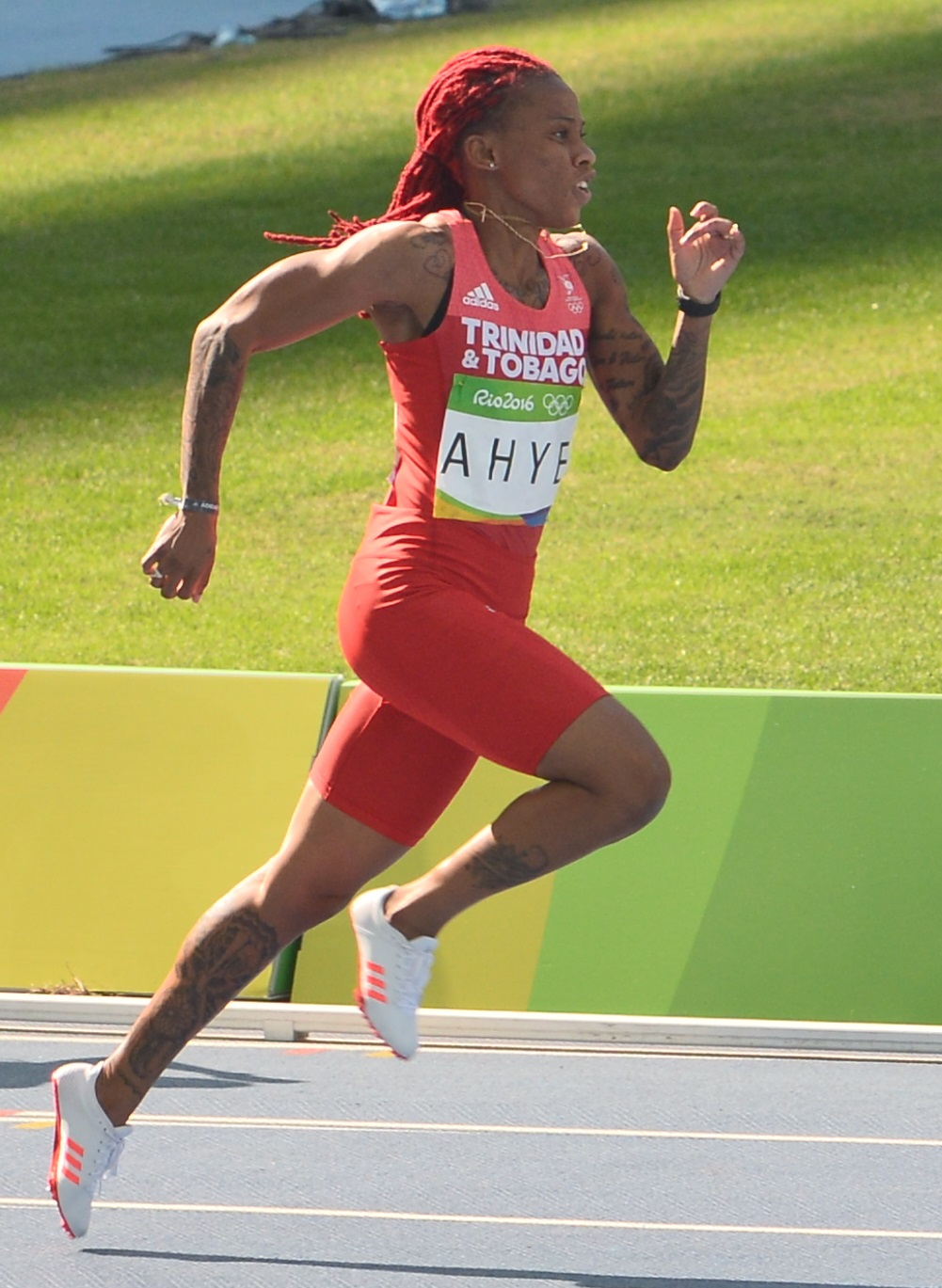
Michelle-Lee Ahye kam auf den sechsten Platz
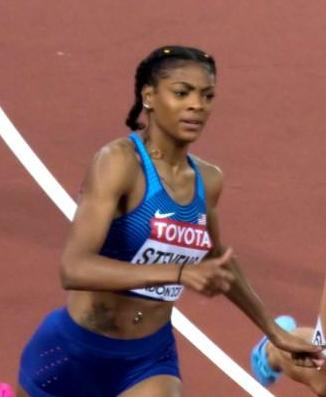
Die Olympiasiebte Deajah Stevens
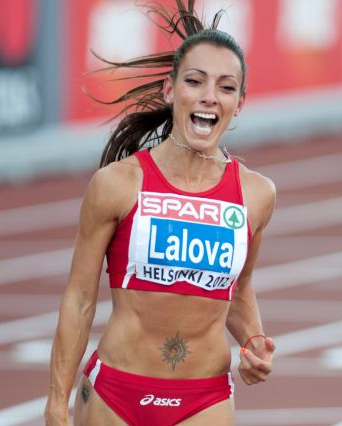
Iwet Lalowa-Collio wurde Olympiaachte

## Video
- Thompson wins gold in the Women's 200m sprint, youtube.com, abgerufen am 6. Mai 2022